# Waggonbau Görlitz
Der Görlitzer Waggonbau ist seit 1849 ein Hersteller von Schienenfahrzeugen für den nationalen und internationalen Markt. Der Waggonbau prägte die wirtschaftliche Landschaft in Görlitz wie kaum ein zweites Unternehmen. Die Geschichte der Waggonbauanstalt reicht von der anfänglichen Kutschenbauwerkstatt über ein eigenständiges, deutschlandweit agierendes Großunternehmen bis hin zur Zugehörigkeit zu internationalen Konzernen. Das Hauptaugenmerk bei der Fertigung und Konstruktion von Rollmaterial lag auf Personenwagen, aber auch Triebzüge und Güterwagen wurden im Werk projektiert und hergestellt. Das Markenzeichen des Herstellers sind Doppelstockwagen. Derartige Reisezugwagen werden seit 1935 in Görlitz gebaut und verkehren auch in zahlreichen Varianten bei deutschen Bahnunternehmen sowie im europäischen Ausland.
Der aktuelle Eigentümer Alstom gab Anfang Oktober 2024 bekannt, die Produktion in Görlitz Ende März 2026 einstellen und das Werk verkaufen zu wollen. Im Februar 2025 wurde der Verkauf an den Rüstungskonzern KNDS bekanntgegeben.

Firmenlogo von 1979

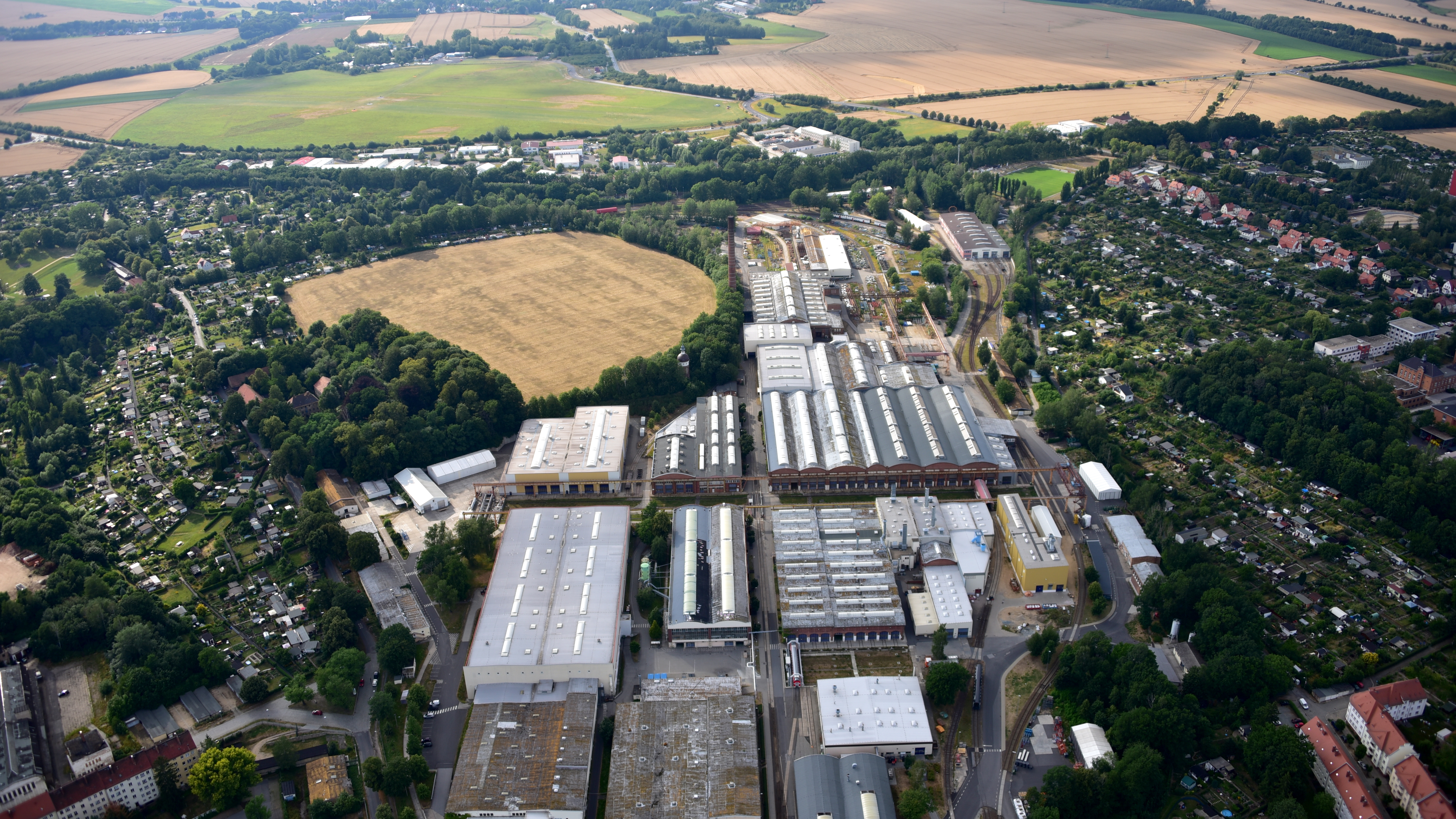
Luftaufnahme des Werksgeländes, 2019

## Geschichte

### Anfänge
Am 5. Juni 1828 gründete Johann Christoph Lüders eine Sattler- und Lackiererwerkstatt auf dem Görlitzer Obermarkt. Neben den Sattler- und Lackierarbeiten stellte er auch Wagen in den unterschiedlichsten Arten her. Bereits ein Jahr später im April 1829 zog sein Betrieb in die obere Langengasse, wo er nun als Sattler und Wagenbauer firmierte. Aber auch diese Räumlichkeiten reichten auf Grund seines steigenden Renommees bald nicht mehr aus, so dass er auf den Demianiplatz umzog. Zu dieser Zeit schrieb die Stadt Görlitz den Bau von zwei achträdrigen Eisenbahnwaggons für den Holztransport aus, da die Stadt nordöstlich über große Forstgebiete in der Görlitzer Heide verfügte. Auch Lüders beteiligte sich zusammen mit dem Schlossermeister Conrad Schiedt an der Ausschreibung. Am 19. Oktober 1849 entschied sich die Stadtverordnetenversammlung für Lüders und Schiedt. Dieses Datum gilt als Geburtsstunde des Görlitzer Waggonbaus. Conrad Schiedt lieferte das notwendige Eisenmaterial aus seiner Fabrik für Eisen- und Maschinenwaren in der Büttnergasse und wirkte beim Bau der Holztransportwagen mit. Im Jahr 1849 verlegte Lüders die Produktion in die Brunnenstraße.
Lüders erkannte den wachsenden Markt für die Entwicklung und den Bau von Eisenbahnwaggons. Schon 1852 lieferte seine Fabrik 81 Waggons aus, die von bereits 205 Mitarbeitern aus neun Gewerken gefertigt wurden. Nun forderte die steigende Produktion wieder eine Erweiterung der Firma. Hierzu erwarb und bebaute Lüders 1853 weiteres Gelände an der Brunnenstraße und stattete die Fabrik mit einer Dampfmaschine samt Dampfhammer aus. Dies war der Start der industriellen Produktion.
In den Folgejahren folgten weitere Dampfmaschinen und Werkstätten sowie ein dampfgetriebenes Schmiedewerk. Auch die Mitarbeiterzahl stieg weiter bis auf 500 im Jahr 1862. Die Produktion nahm von 300 Eisenbahnwaggons im Jahr 1856 bis auf 426 im Jahr 1869 zu, darunter befanden sich auch Militärwaggons für den Vizekönig von Ägypten. Die wichtigsten Abnehmer waren jedoch neben den Privatbahnen die preußische und sächsische Staatsbahn, die im Werk anfangs vor allem zweiachsige Abteilwagen orderte. Das Überführen der neu gebauten Eisenbahnwagen bis zum Bahnhof Görlitz erfolgte zu dieser Zeit mit von Pferden bespannten Transportfahrzeugen auf der Straße. Deshalb verhandelte Lüders erstmals 1868 mit der Stadt über eine eigene Gleisanbindung des Werkes über die Hilgergasse und die Brautwiesen zum Bahnhof. Dieses Projekt fand keine Umsetzung.

### Aktiengesellschaft für Fabrikation von Eisenbahnmaterial zu Görlitz / Waggonfabrik Görlitz Aktiengesellschaft

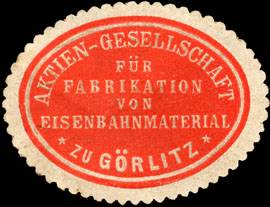
Siegelmarke Aktiengesellschaft für Fabrikation von Eisenbahnmaterial zu Görlitz

Anfang 1869 verkaufte Lüders seine Eisenbahnwagen-Bauanstalt an den Berliner Kaufmann J. Mamroth für 600.000 Taler. Dieser trieb sofort seine Pläne voran, die Firma in eine Aktiengesellschaft zu überführen. Hierzu wurde ein Gründungskomitee gebildet, dem unter anderem der königlich sächsische Finanzrat und Direktor der sächsischen Staatsbahn Freiherr Max Maria von Weber, der königliche Regierungs- und Baurat sowie Direktor der Breslau-Schweidnitz-Freiburger Eisenbahn Carl Vogt und der kaiserlich-königliche Hofrat und Generaldirektor der Kaiser Ferdinands-Nordbahn Wilhelm Eichler von Eichkron angehörten. Am 3. Februar 1869 inserierte man in zahlreichen Zeitungen und bewarb die Beteiligung an der zu gründenden Aktiengesellschaft. Bereits am 10. Februar 1869 bei Schließung der Zeichnung wurden anstatt der nötigen 800.000 Taler 2 Millionen Taler gezeichnet. Am 26. Mai desselben Jahres ging die Firma in Besitz der Aktiengesellschaft über und wurde am 21. Juni 1869 in das Gesellschaftsregister des Königlichen Kreisgerichtes eingetragen. Christoph Lüders schied auf eigenen Wunsch aus dem Unternehmen aus, obwohl man ihm die Stelle als technischer Leiter unter dem Direktor Heinrich August Samann anbot.
Die Aktiengesellschaft gründete 1871 eine eigene Betriebskrankenkasse, die den Mitgliedern freie ärztliche Behandlung, freie Arznei oder Kur- und Verpflegung zusicherte sowie bei Erwerbsunfähigkeit Krankengeld und im Todesfall Sterbegeld gewährte. Weiterhin wurde 1883 eine Pensionskasse eingerichtet, aus der angestellten Beamten und Arbeitern bei Dienstunfähigkeit eine Rente finanziert wurde. Außerdem bestanden noch zahlreiche weitere Wohlfahrtseinrichtungen für die Angestellten.
Im ersten Halbjahr 1869 verzeichnete die Aktiengesellschaft bereits Bestellungen aus dem In- und Ausland im Wert von mehr als 615.000 Talern in ihren Büchern. Der Großteil der Bestellungen ging noch auf die Zeit von Christoph Lüders zurück. Um auch der weiter steigenden Nachfrage gerecht zu werden, stockte die AG die Tischlerei auf, baute einen neuen Montageschuppen mit Oberlichtern und erweiterte die Schneidemühle. Das Unternehmen blieb jedoch auf dem angestammten Gelände an der Brunnenstraße. Bis 1872 stieg der Umsatz auf 1.551.918 Taler bei 1222 Arbeitern. Es wurden in diesem Jahr knapp 2000 Wagen hergestellt – im Schwerpunkt Gepäck- und Güterwagen. Trotz des hohen Umsatzes fielen 1872 und das Folgejahr ohne Gewinn aus. Grund dafür waren vor allem steigende Rohstoff- und Halbzeugpreise, Spekulationsgeschäfte und zahlreiche Firmenneugründungen im Schienenfahrzeugbau. Im Geschäftsjahr 1874/1875 schüttete die AG wieder eine Dividende von 4 Prozent an die Aktionäre aus. Der auf Grund des Konjunkturrückganges, aber der trotzdem steigenden Anzahl an Wagenbaufirmen aufgebaute Kapazitätsüberschuss hielt die Gewinne auch in den folgenden Jahren niedrig. Um eine Preisstabilität und bessere Gewinne zu erzielen, gründeten 1877 achtzehn Waggonbaufirmen den Deutschen Wagenbauverein.

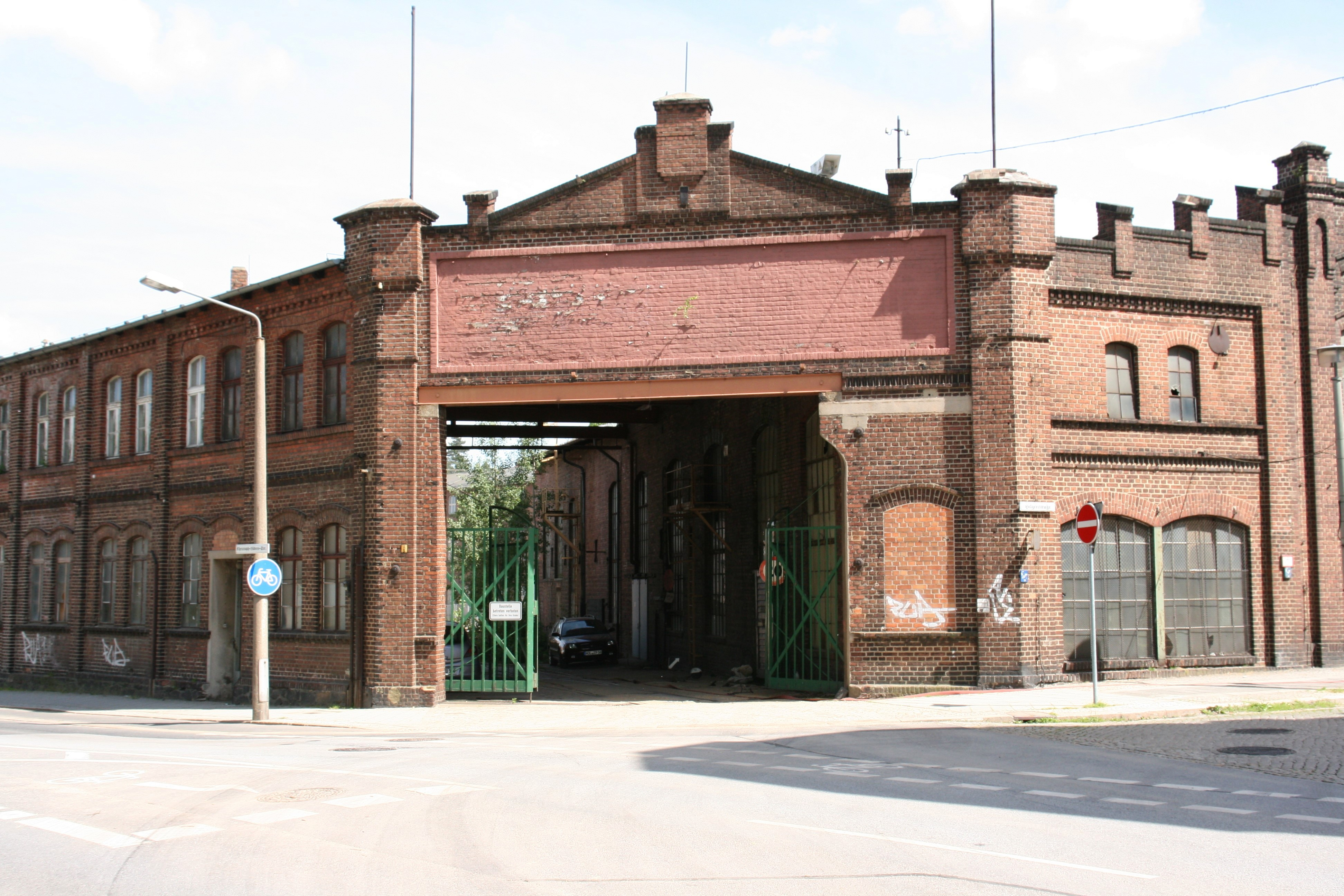
Ausfahrt aus dem Werk I an der Ecke Hilgerstraße/Christoph-Lüders-Straße nach dem weitgehenden Abriss aller Hallen auf dem Gelände im Jahr 2010

In den 1870er Jahren griff die AG das Vorhaben von Christoph Lüders für ein Anschlussgleis zum Bahnhof auf, doch die Stadtverwaltung verweigerte für die projektierte Gleisführung erneut ihre Zustimmung. Am 14. Dezember 1881 einigte man sich schließlich auf einen Gleisverlauf über die Hilgerstraße, den Leipziger Platz und die heutige Landskronstraße quer über den späteren Brautwiesenplatz und weiter parallel zur heutigen Brautwiesenstraße. Die Übergabe der Wagen auf das Staatsbahngelände erfolgte über eine Drehscheibe an der heutigen Rauschwalder Straße in Höhe des Consum-Vereins bzw. des ehemaligen Kohlehandels. Im Jahr 1882 nahm die AG den Verkehr auf dem Zubringergleis auf, jedoch wurden die Wagen noch bis 1892 von Pferden anstatt von Lokomotiven zum Bahnhof gezogen.

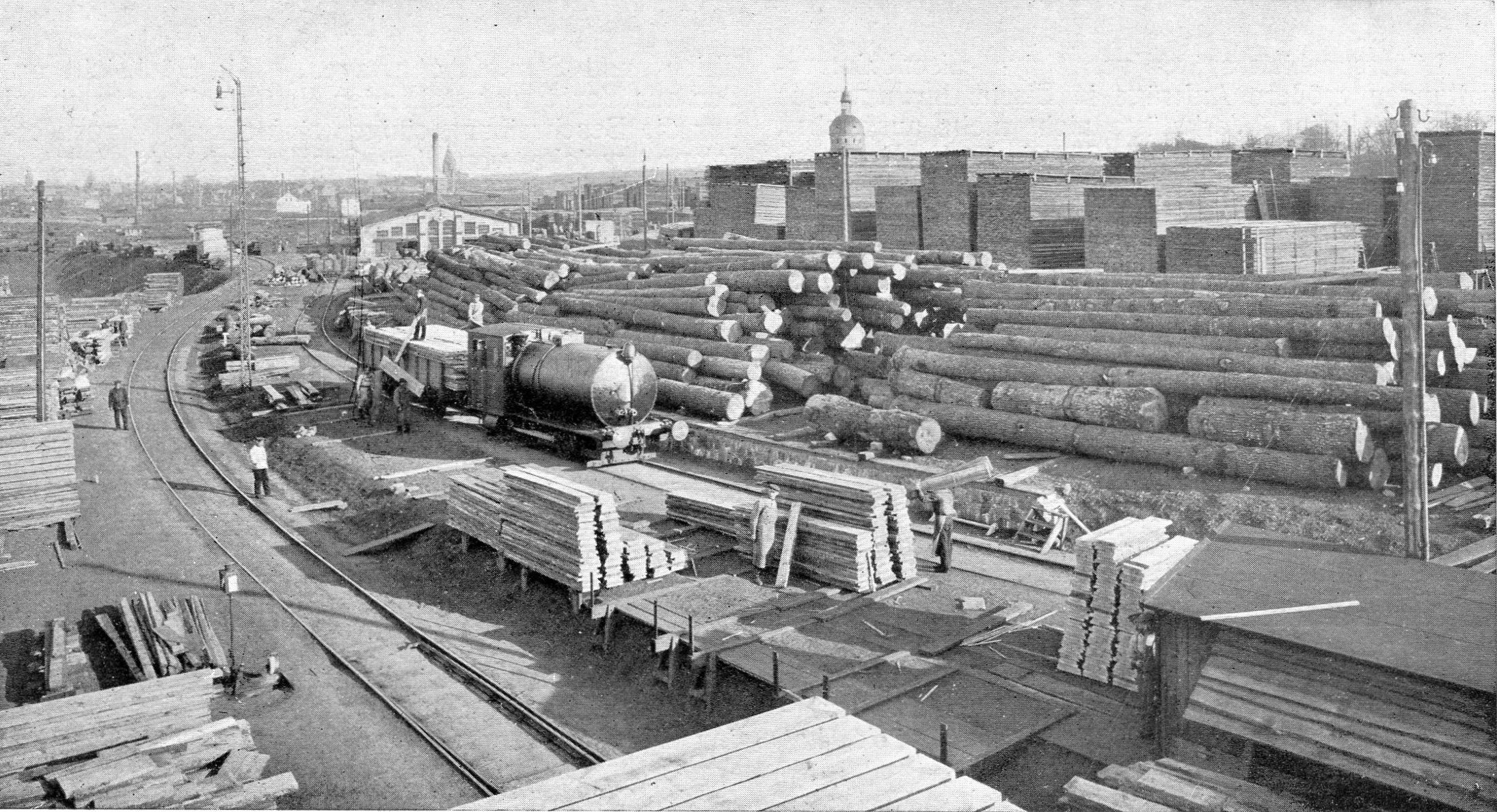
Blick über die Holzablage im Werk II um 1900; in der Bildmitte eine Dampfspeicherlok

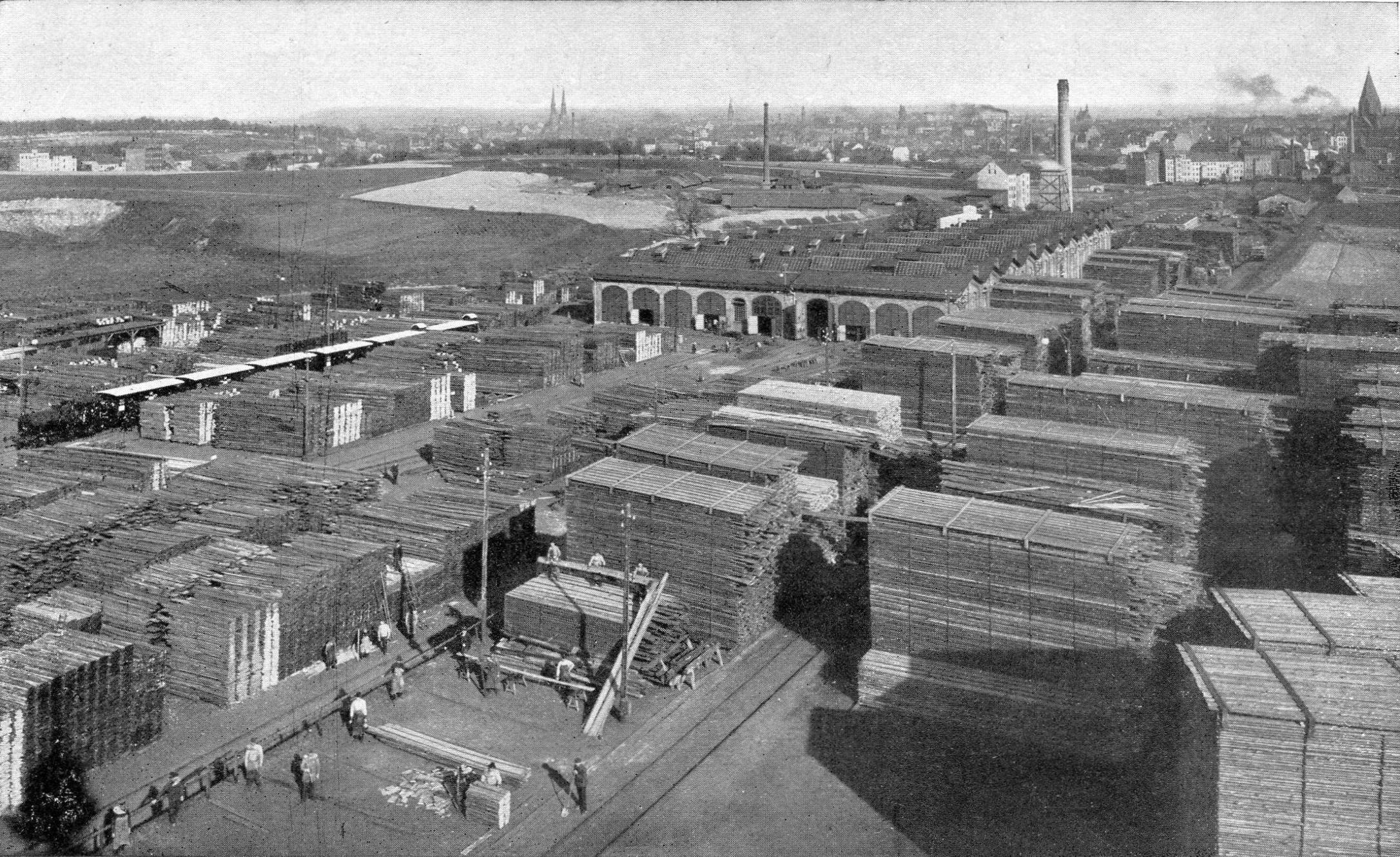
Blick über das Werk II des Görlitzer Waggonbaus um 1900

In den 1880er Jahren nahmen die Bestellungen stetig zu, so dass eine erneute Erweiterung des Fabrikgeländes nötig wurde. Im Jahr 1887 beschloss der Aufsichtsrat einen schrittweisen Ausbau, der ungefähr 15 Jahre in Anspruch nahm. Man verbesserte die räumlichen Verhältnisse durch Umbauten in den einzelnen Werkstätten oder errichtete einzelne Werkstätten neu, wie z. B. die Lackiererei. Auch der Maschinenpark stieg weiter an und damit das benötigte Material. Die Lagerplätze längs der Hohen Straße reichten nicht mehr aus, daher sah sich die AG nach anderen Lagerplätzen um. Im Jahr 1896 erwarb die Gesellschaft dazu den 5,75 Hektar großen Horschigschen Stadtgarten etwa 300 Meter entfernt auf der anderen Seite der Pontestraße. Auf diesem Areal entstand später das Werk II. Damals wurden hier noch Holz, Radsätze und Stahl gelagert. Weiterhin wurden auf dem Gelände Unterkünfte für Kutscher und Stallungen für die Arbeitspferde geschaffen. Weitere zwei Jahre später konnte das Gelände nochmals um das 8,83 Hektar große Gebiet des Vorwerkes Leontinenhof erweitert werden. Damit reichte das Grundstück bis an die Berlin-Görlitzer Eisenbahn heran und ein direkter, privater Anschluss an die Staatsbahngleise wurde möglich. Jedoch musste der städtische Magistrat noch das etwa 300 Meter lange Gleisstück zwischen Werk I und Werk II quer über die Pontestraße genehmigen. Dies geschah nach kurzer Zeit, da damit der alte Anschluss über die Landskronstraße und die Brautwiesen hinfällig wurde. Ab 1901 rollten die ersten fertiggestellten Wagen, gezogen von zwei werkseigenen Dampfspeicherlokomotiven, über den neuen Gleisanschluss zum Görlitzer Bahnhof.
Am 12. Juli 1903 wurde anlässlich des 100. Geburtstages Johann Christoph Lüders ein auf Kosten der Aktiengesellschaft in Auftrag gegebenes Bronzedenkmal auf dem bereits am 28. Juni desselben Jahres nach ihm benannten Christoph-Lüders-Platz (heute: Hildegard-Burjan-Platz) enthüllt. Das Denkmal zeigte Lüders auf einem steinernen Sockel ab der Hüfte aufwärts mit einem Maßstab in der einen und einer Zeichnung in der anderen Hand. Vor ihm stand auf einem Granitsockel ein Schmied mit Hammer und Amboss als Zeichen der Anerkennung der Fabrikarbeiter.
In den Folgejahren entstanden zwei elf Meter tiefe Brunnen samt einem Wasserturm auf dem Gelände des Werks II (1906) zur Deckung des steigenden Wasserbedarfs der Gewerke sowie neue bzw. ausgebaute Werkstätten auf dem Areal des Werks I an der Hilgerstraße. Es wurde auch ein Terminplan für den weiteren Ausbau des Werkes aufgesetzt. Dieser beinhaltete den Neubau der Schmiede einschließlich eines Kesselhauses im Werk II, den Neubau eines Holzbearbeitungszentrums im Werk II, den Neu- und Ausbau der Eisenbearbeitung ebenfalls im Werk II und den Umbau der Stellmacherei und Lackiererei im Werk I. Der Umbau wurde während des Ersten Weltkrieges abgeschlossen, obwohl zahlreiche Arbeiter zum Kriegseinsatz eingezogen waren. Die fehlenden Männer wurden anfangs durch Frauen, später auch durch Kriegsgefangene ausgeglichen. Auch auf Grund des Krieges und der damit verbundenen Produktion von ca. 3000 Militärfahrzeugen wurde das Geschäftsjahr 1917/18 mit einem Rekordumsatz in Höhe von ungefähr 23,5 Millionen Mark abgeschlossen.
Im Jahr 1914 wurde der Verband deutscher Waggonbaufabriken GmbH (ab 31. März 1921: Verein Deutscher Waggonbaufabriken) gegründet, dem neben dem Görlitzer Waggonbau auch alle Firmen aus der bisherigen Deutschen Wagenbauvereinigung beitraten. Die bedeutendste Neuheit dieses Verbandes war, dass er sich nicht mehr wie seine Vorgängerinstitution in die Verteilung der staatlichen Aufträge einmischte.
Am 22. Oktober 1919 wurde auf einer Generalversammlung der Name der Gesellschaft im § 1 des Gesellschaftsvertrages von Aktiengesellschaft für Fabrikation von Eisenbahnmaterial zu Görlitz in Waggonfabrik Görlitz Aktiengesellschaft geändert. Unter dem neuen Namen wurde jedoch nur kurze Zeit produziert und verkauft.
Am 6. Januar 1921 fusionierte die Waggonfabrik Görlitz mit der Görlitzer Maschinenbau AG und der Cottbuser Maschinenbau-Anstalt und Eisengießerei AG zur Waggon- und Maschinenbau Aktiengesellschaft Görlitz – kurz WUMAG. Die Kurzbezeichnung wurde noch im September desselben Jahres als geschütztes Warenzeichen eingeführt.
Bereits zwei Jahre nach der Fusion vergrößerte sich das Unternehmen durch eine weitere Zusammenführung mit der Maschinenbau-Anstalt, Eisengießerei und Dampfkesselfabrik H. Pauksch A.-G. in Landsberg an der Warthe und der Dresdner Maschinenfabrik und Schiffswerft Uebigau A.-G. Die fünf Betriebe waren nun eigenständige Abteilungen unter dem Dach der WUMAG, die von nun an ein deutlich größeres Portfolio hatte. Zum Programm des Unternehmens gehörte nun der Bau von Schiffen, Baggern, Dampfmaschinen und -turbinen, Kesseln, Dieselmotoren, Pressen, Textilveredelungsmaschinen, Eis- und Kühlmaschinen, Brennerei- und Trockenanlagen sowie Rollmaterial für die Schiene. Diese Vielfalt und Absatzprobleme in einzelnen Abteilungen auf Grund der schlechten Wirtschaftslage Anfang der 1920er Jahre führten dazu, dass bereits nach dem Geschäftsjahr 1926 die Landsberger Abteilung verkauft wurde, 1927 die Uebigauer Abteilung in eine eigenständige Aktiengesellschaft überführt wurde und schließlich 1928 auch die Cottbuser Abteilung verkauft wurde.

### Waggon- und Maschinenbau AG (WUMAG)

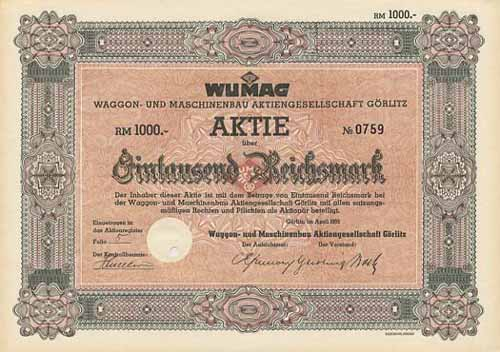
Aktie über 1000 RM der WUMAG

Auch an der Waggonbauabteilung ging die wirtschaftliche Flaute nicht vorbei. Die Gründe hierfür waren wie in den Vorjahren die Überkapazität der deutschen Waggonbauindustrie, aber natürlich generell ebenso die weltweite Wirtschaftskrise und die damit einhergehende finanzielle Schieflage der 1924 gegründeten Deutschen Reichsbahn-Gesellschaft. Um die Zusammenarbeit zwischen einigen Waggonbauwerken zu stärken, gründeten acht Unternehmen – darunter auch die WUMAG – die Eisenbahn-Liefergemeinschaft GmbH (EISLIEG), die den Verkauf der von den acht Gründungsmitgliedern hergestellten Waren und den Rohstoff- und Halbzeugeinkauf organisierte. Die Gesellschaft übernahm auch eine einheitliche Werbung für alle Betriebe sowie eine Arbeitsteilung zwischen den Werken. Im Jahr 1925 zeichnete sich jedoch für die WUMAG ab, dass sich die Zusammenarbeit in der EISLIEG nicht rechnete, so dass sie im Dezember 1925 aus dieser austrat.

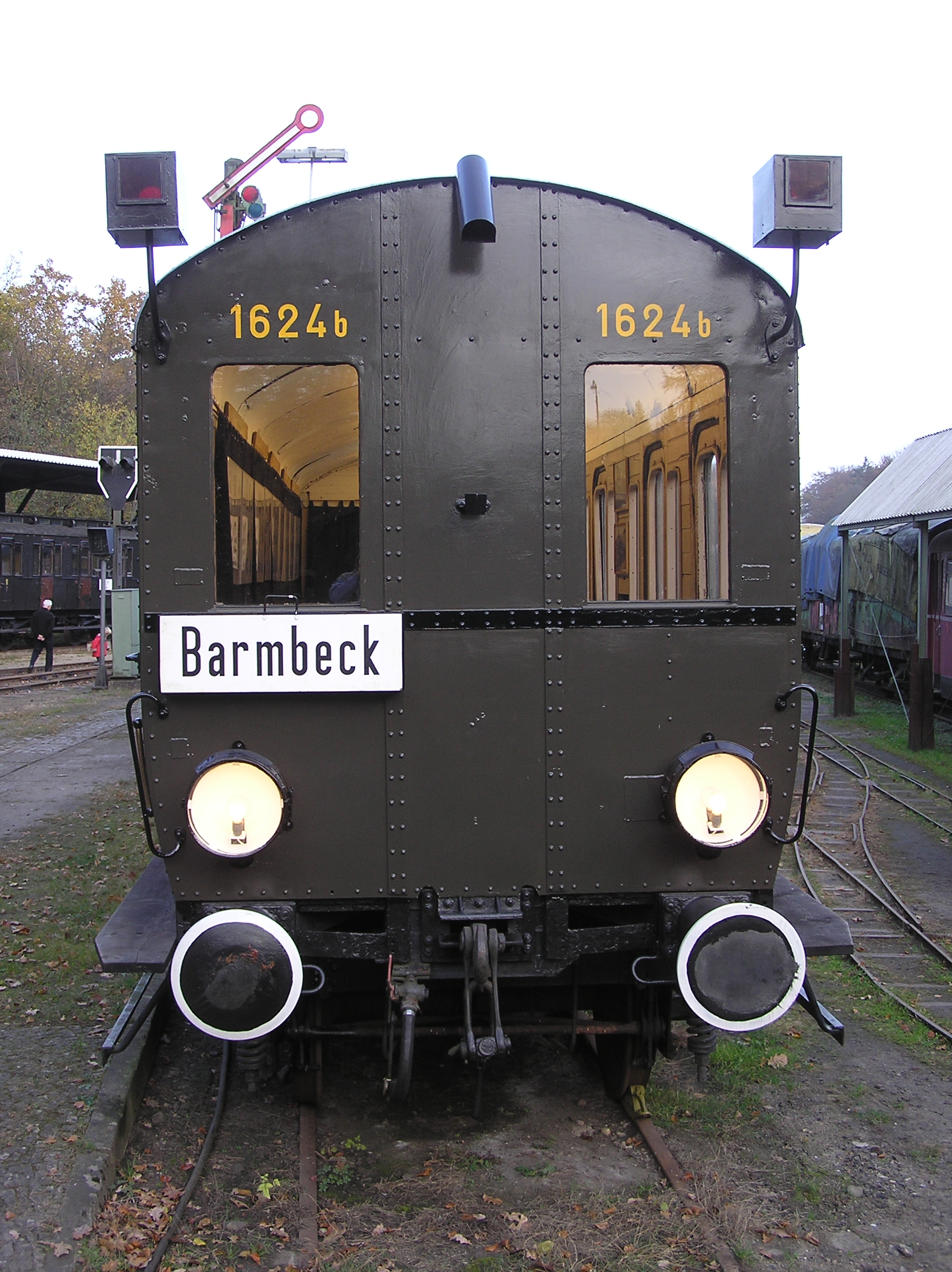
Hamburger S-Bahnwagen elT 1624

Auf der Eisenbahntechnischen Ausstellung auf dem Rangierbahnhof Seddin vom 21. September bis zum 5. Oktober 1924 trat die WUMAG noch als Teil der Liefergemeinschaft auf und zeigte auf ihrer Ausstellungsfläche unter anderem die neuen S-Bahntriebwagen der Bauart Bernau für Berlin und die späteren Reichsbahnbaureihen 1589a/b bis 1645a/b für die Hansestadt Hamburg, einen vierachsigen 1.-Klasse-D-Zug-Wagen für Rumänien und Jugoslawien, einen zweiachsigen Einheitsabteilwagen sowie zahlreiche Gepäck- und Güterwagen. Auch eine ganz neue, von der WUMAG entwickelte Drehgestellgeneration – die Bauart Görlitz – wurde vorgestellt, die bis heute unter diesem Namen, aber in weiterentwickelter Form in Reisezugwagen verbaut wird.
Neben der Produktion von Eisenbahnwagen wurden in den 1920er Jahren von der WUMAG auch Oekonom-Großflächen-Lastkraftwagen nach dem Patent von Thilo Kipping sowie Omnibusse für die Reichspost gebaut. In Zusammenarbeit mit Kaelble entwickelte man Straßennutzfahrzeuge, darunter auch Straßenroller zum Waggontransport auf der Straße.
Nach Versuchen der sieben übrig gebliebenen Firmen der EISLIEG eine einheitliche Leitung in der Wagenbauindustrie herbeizuführen, um den Absatz der Firmen zu sichern und die Konkurrenzkämpfe untereinander zu überwinden, entwickelte die Deutsche Reichsbahn Gesellschaft (DRG) 1926 einen eigenen Plan für die Vergabe ihrer Aufträge an Lieferfirmen. Im selben Jahr schlossen die DRG und 30 Waggonbaufirmen den Reichsbahnvertrag über die Vergabe von Staatsbahnaufträgen über fünf Jahre mit der Option zur Verlängerung. Die DRG verpflichtete sich ca. 90 Prozent ihrer Wagenbauaufträge an die 30 Firmen zu vergeben, die sich mittlerweile zur Deutschen Wagenbau-Vereinigung (DWV) zusammengeschlossen hatten. Die Verteilung der Aufträge unter den Vereinsmitgliedern schlüsselte sich nach einem festgelegten Prozentsatz auf. Im Jahr 1937 gehörten noch 19 Firmen zur Vereinigung, die eine Quote von 6,6 Prozent für die Görlitzer WUMAG festlegte. Damit lag der Görlitzer Waggonbau auf Platz fünf in der Verteilungsrangliste nach den Vereinigten Westdeutschen Waggonbaufabriken AG in Köln (20,076 Prozent), Linke-Hofmann Werke AG in Breslau (14,631 Prozent), Waggon- und Maschinenfabrik AG vormals Busch Bautzen (8,757 Prozent) und Orenstein & Koppel AG in Berlin (7,184 Prozent).

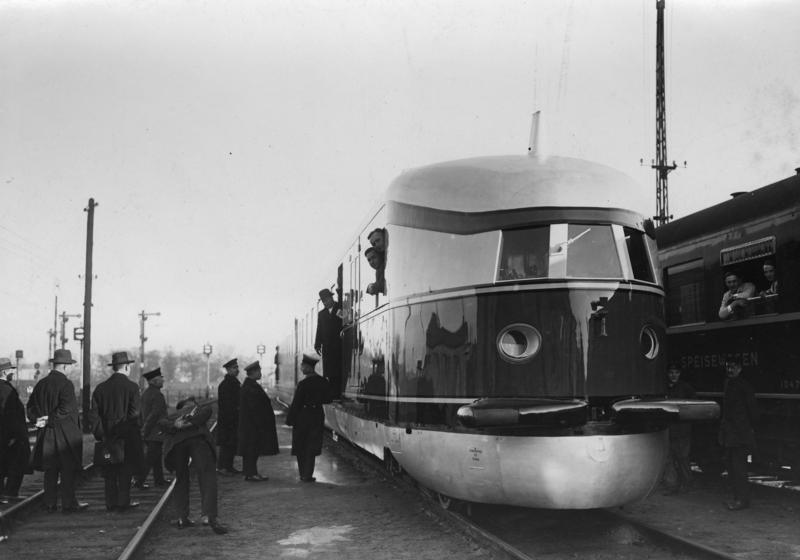
Der Fliegende Hamburger (DR-Baureihe 877)

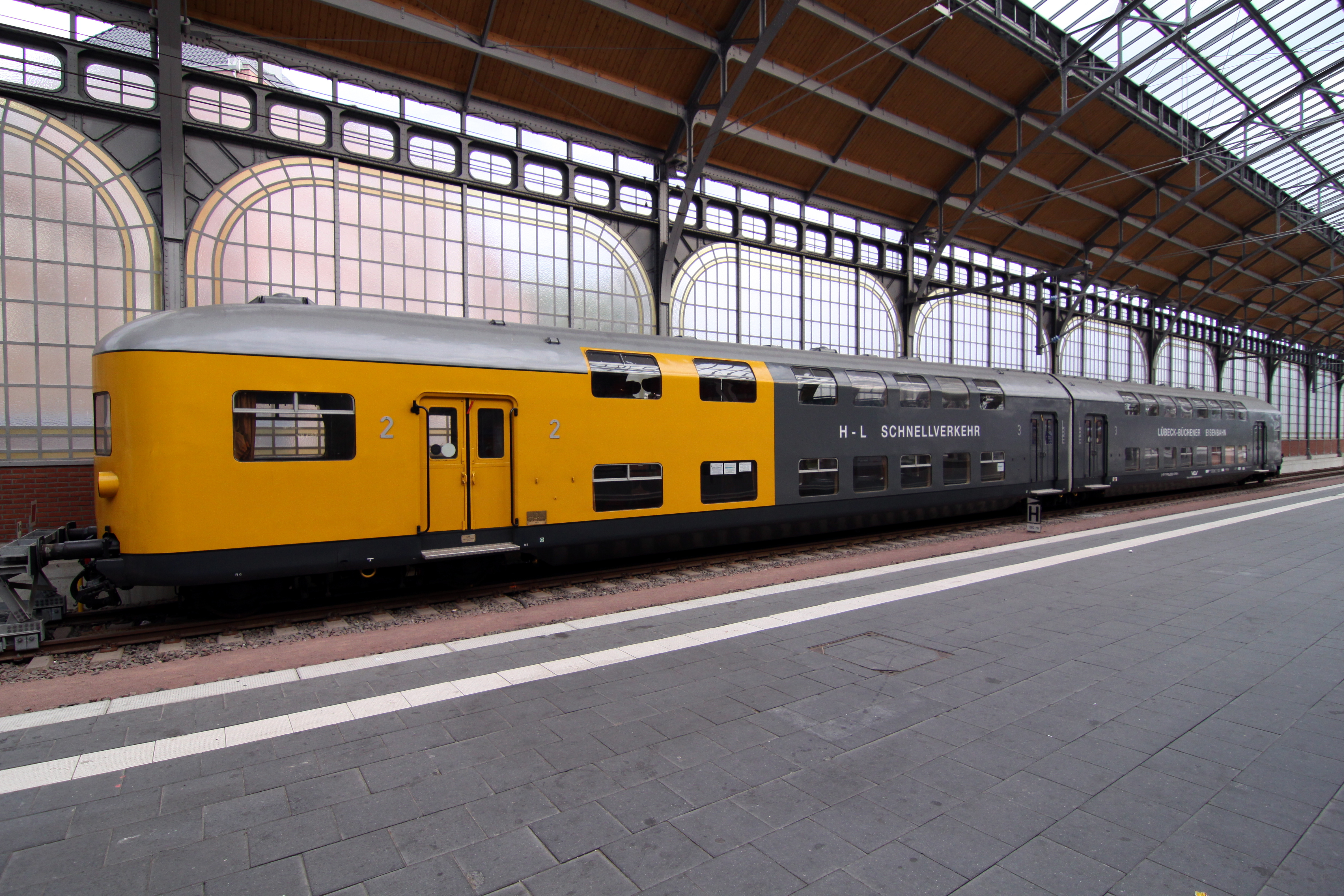
Doppelstockwagen für die Lübeck-Büchener Eisenbahn

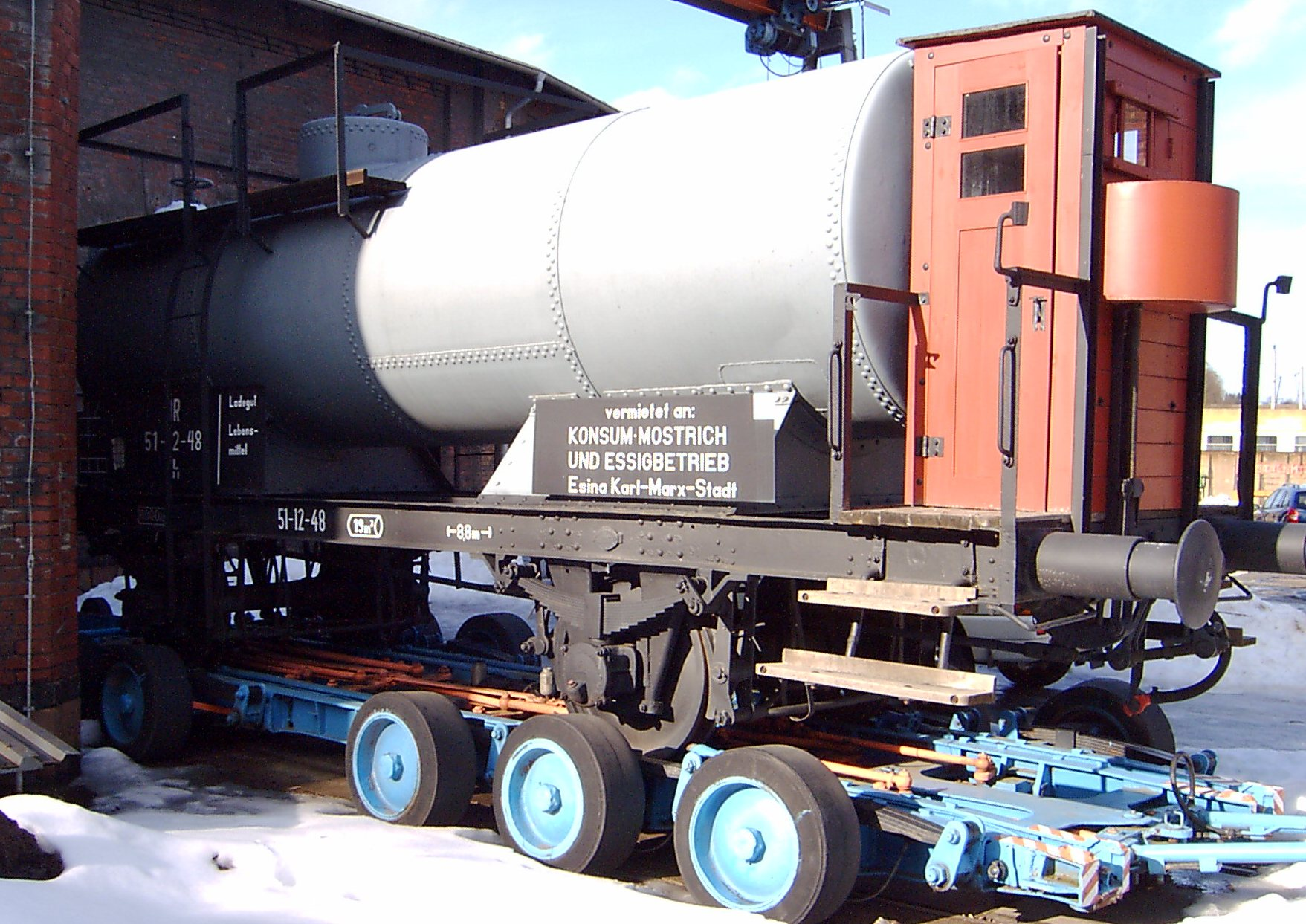
Der Straßenroller R42

In den 1920er und 1930er Jahren lag in der Waggonbauabteilung der WUMAG das Hauptaugenmerk auf der Weiterentwicklung der Drehgestelle der Bauart Görlitz, der Leichtbauweise vor allem für Triebwagen und auf dem Einsatz von neuen Fügetechniken, wie z. B. der Schweißtechnik anstatt von Nietverbindungen. Beispiele für die Weiterentwicklung im Leichtbau waren das Musterfahrzeug eines vierachsigen Leichtbau-D-Zug-Gepäckwagens Berlin aus dem Jahr 1941 und die zahlreichen in Görlitz gebauten Leichttriebwagen. Der wohl bekannteste Triebwagen aus Görlitzer Produktion ist der VT 877, besser bekannt unter dem Namen Fliegender Hamburger für den Städteschnellverkehr zwischen Berlin und Hamburg. Neben Gepäck-, Güter- und Straßenbahnwagen sowie elektrischen und dieselbetriebenen Triebzügen wurden bei der WUMAG 1935 erstmals in Deutschland Doppelstockwagen moderner Konzeption für den Wendezug-Schnellverkehr zwischen Hamburg und Lübeck für die Lübeck-Büchener Eisenbahn entworfen und gebaut. Das Doppelstockwagenkonzept war die Grundlage für die Entwicklung der Doppelstockwagen in der späteren DDR-Zeit.
Mit der Machtergreifung der NSDAP Anfang 1933 wurde durch die neue Staatsführung das Augenmerk vor allem auf die Aufrüstung von Reichswehr bzw. Wehrmacht (ab 1935) und die Förderung des Automobils (KdF-Wagen) gelegt. Die Deutsche Reichsbahn passte 1939 auch ihr Fahrzeugbeschaffungsprogramm an und bestellte von nun an verstärkt Güterwagen für kriegswichtige Zwecke. Kurz darauf wurden Forderungen laut, die Produktion von Personenwagen ganz einzustellen und die Fertigung nur noch auf Rüstungsgüter und Transportwagen umzulenken, doch dies konnte die Deutsche Wagenbau-Vereinigung erfolgreich verhindern. Der Bau von Personenwagen wurde jedoch die folgenden Jahre weiter gedrosselt. So wurden einige Personenwagen ohne Inneneinrichtung und später als Lazarettwagen genutzt. Die Produktion von Lokomotiven und Güterwagen wurde von staatlichen Kommissionen kontrolliert und gelenkt. Für den Waggonbau war der Sonderausschuss Eisenbahnwagen zuständig, dessen Sitz nach den verstärkten Bombardements auf die Reichshauptstadt Berlin nach Görlitz umzog. Einzelne Abteilungen des Ausschusses befanden sich auch in Bautzen und Niesky. Der Ausschuss koordinierte neben dem Neubau von Güterwagen auch die Reparaturarbeiten an Wagen aller Gattungen. Der Sonderausschuss setzte zahlreiche Rationalisierungsmaßnahmen durch und griff tief in die Fertigungsabläufe der Unternehmen ein. So wurde bei der WUMAG eine Fertigungsstraße eingerichtet, die einen täglichen Ausstoß von 25 Rungenwagen ermöglichte.
Die WUMAG stellte seit Anfang der 1930er Jahre auch Militärfahrzeuge her, darunter auch geländegängige Lastkraftwagen für die Reichswehr und Wehrmacht. Weiterhin wurden im Rahmen des Kriegsprogramms auch Schallmess-, Funk-, Schützenpanzer- und MG-Wagen, Aufbauten für Krankenfahrzeuge, Panzeraufbauten, Sonderanhänger, Ersatzfeldwagen, Sanitätsschlitten sowie Überladebrücken gebaut. Ab 1942 baute die WUMAG beispielsweise im Auftrag der Deutschen Reichsbahn den einteiligen, 12-rädrigen Straßenroller Typ R42 mit nur außen liegenden Rädern, er hatte eine Gesamtlänge von 8,84 Metern und eine Nutzlast von 40 Tonnen. Die Abteilung Waggonbau war somit auch ein wichtiger Rüstungsbetrieb im Dritten Reich.
Am 17. September 1941 brach in der Sattlerei und Lackiererei im Werk I Feuer aus, das sich zum Großbrand entwickelte. Obwohl sämtliche Feuerwehren der Stadt, des Waggonbaus und des Flugplatzes ausrückten, konnten je nach Quelle zwischen 15 und 17 Werksangehörige nicht mehr aus den Flammen gerettet werden. Weitere 27 bis 33 Mitarbeiter wurden schwerverletzt in das städtische Klinikum eingeliefert. Die Brandursache konnte nie endgültig geklärt werden. Es gab Spekulationen, dass Funken eines schleifenden Lüfterrades den Farbnebel entzündeten, dies konnte jedoch nicht nachgewiesen werden. Ein Gutachten des Kriminaltechnischen Institutes Breslau stellte fest, dass es sich nicht um Brandstiftung handelte. Trotzdem wurde ein vermeintlich Schuldiger gefunden. Der Lackierer Rudolf Hartmann wurde der Brandstiftung beschuldigt, im nachfolgenden Prozess zum Tode verurteilt und am 21. Oktober 1942 in Breslau hingerichtet. Die Prozessakten sind verschwunden. Eine Gedenktafel am Karl-Marx-Klubhaus erinnerte bis zu dessen Abriss an Rudolf Hartmann. An den Brand erinnert heute nur noch die rote Fassade an der Ecke Teichstraße. Dieser Gebäudeteil wurde nach dem Brand im Jahr 1942 neu errichtet. Die Fassade durchbrach die sonst einheitlich rote Klinkerfassade und blieb bis heute erhalten.
Während des Zweiten Weltkriegs war eine Großzahl der Arbeiter und Angestellten zum Kriegsdienst eingezogen und so besetzte die AG die Arbeitsplätze verstärkt mit Frauen, deportierten Menschen aus den besetzten Gebieten und Kriegsgefangenen. Die Zahl deutscher Arbeiter sank vom Oktober 1942 bis Februar 1945 von 2322 auf 1478. Die Zahl der Zwangsarbeiter und Kriegsgefangenen stieg im selben Zeitraum von 1090 auf 1974. Anfangs wurden die meisten Kriegsgefangenen vom Stammlager VIII A südlich des damaligen Görlitzer Stadtteils Moys täglich zur Arbeit in das Werk gebracht. Später folgten auch verschiedene Außenlager im Stadtgebiet, darunter ab Sommer 1944 das KZ-Außenlager Görlitz des KZ Groß-Rosen. So wurde auch auf dem Gelände des Werks II der WUMAG ein Außenlager errichtet, dieses bestand aus sieben Baracken, in denen vor allem sowjetische Kriegsgefangene und ausländische Zivilisten getrennt voneinander untergebracht waren. Die Lagerinsassen mussten unter unwürdigsten Bedingungen leben und arbeiten, deutschen Mitarbeitern wurde der Kontakt zu ihnen untersagt.
Am 8. Mai 1945 besetzten Einheiten der Roten Armee die Stadt und die ansässigen Betriebe. Oberst Morosow wurde als Kommandant für die WUMAG-Werke eingesetzt. Den deutschen Mitarbeitern der Werke wurde der Zutritt zu ihren Arbeitsstätten verboten. Im Werk I führten sowjetische Arbeitskräfte anfangs galvanische Arbeiten durch. Im Werk II hingegen wurden Panzer der Roten Armee instand gesetzt. Die Werke der WUMAG zählten zur deutschen Rüstungsindustrie und waren laut sowjetischem Befehl schnellstmöglich zu demontieren. Die demontierten Anlagen und Maschinen fielen unter die Reparationsforderungen der Sowjetunion und wurden in Richtung Osten abtransportiert. Bei den Abbauarbeiten kam es in der Nacht vom 7. zum 8. August 1945 in der Stellmacherei zu einem Großbrand. Der Görlitzer Feuerwehr fehlte nach dem Kriegsende Personal, aber auch entsprechende Geräte und die Fahrzeuge. Die Kameraden hatten kurz vor Kriegsende den Befehl erhalten, die Fahrzeuge in frontfernere Gebiete abzufahren. Dank des schnellen Eintreffens der verbliebenen Kameraden der städtischen Feuerwehr konnte jedoch das Übergreifen der Flammen auf die benachbarte Lackiererei und Tischlerei verhindert werden. Die Halle der Stellmacherei brannte vollständig nieder.
Da alle Vorstandsmitglieder des Unternehmens die Stadt verlassen hatten, setzte die Stadt vorerst Otto Schuhknecht und Willi Gerlach als Treuhänder ein. Die beiden Mitarbeiter meldeten sich neben ca. 140 anderen Waggonbauern bereits im Mai auf eine Bitte der Stadt, die alle Görlitzer aufrief, sich in ihren angestammten Betrieben zu melden. Die WUMAG-Abteilung Maschinenbau an der Lutherstraße wurde im Mai 1945 aus dem Unternehmen ausgegliedert und agierte seitdem eigenständig. Das Werk gehört seit der Wende zu Siemens und ist innerhalb des Konzerns für den Bau kleinerer Dampfturbinen zuständig. Am 10. September 1945 übergab das sowjetische Kommando das Werk I wieder der deutschen Verwaltung. Die zurückgekehrten Arbeiter begannen mit dem Bau von Leiterwagen, vierrädrigen Wagen für die Agrarwirtschaft, Eimern und Kohleschaufeln für den lokalen Bedarf. Erst Ende Oktober nahm man die Arbeit an den ersten Reparaturaufträgen von Schienenfahrzeugen der Reichsbahn auf. Im November setzte die Stadt die bisherigen Treuhänder Schuhknecht und Gerlach als kommissarische Leiter des Waggonbaus ein. Das Werk I beschäftigte im Dezember 1945 bereits wieder 242 Arbeiter, das Werk II wurde erst am 25. Januar des Folgejahres an die deutsche Verwaltung übergeben.
Mit der Wiederaufnahme des Betriebes im Werk II stieg die Beschäftigtenzahl bis Ende 1946 wieder bis auf 1500 Mitarbeiter. Im Jahr 1946 wurden zum Großteil zwei- und vierachsige Güterwagen, aber auch einige Personenwagen repariert. Weiterhin ließ die Deutsche Post die Bahnpostwagen der Oberpostdirektion Berlin im Görlitzer Werk instand setzen, einige waren jedoch so schwer beschädigt, dass sie nur noch verschrottet werden konnten. Ein zweiachsiger offener Güterwagen für die Görlitzer Kreisbahn war der einzige Neubauauftrag. Den bedeutendsten Umbruch brachte am 1. August 1946 jedoch die Übernahme der beiden Werke durch die Sowjetische Aktiengesellschaft für Transportmittelbau, die die Bereitstellung von 820.000 Reichsmark ermöglichte. Ein großer Teil des Geldes floss in neue Maschinen und Anlagen. Am 24. Februar 1947 übergab die sowjetische Gesellschaft den Betrieb in Volkseigentum an den Bevollmächtigten der sächsischen Landesregierung Alex Horstmann.
Die Kurzbezeichnung WUMAG blieb nach dem Ende des Zweiten Weltkriegs in der Firma der 1946 neugegründeten WUMAG Hamburg erhalten. Firmengründer war der ehemalige Generaldirektor der WUMAG Conrad Geerling. Das Unternehmen ging 1953 Konkurs. Aus einem Tochterunternehmen der WUMAG Hamburg – der WUMAG Niederrhein – gingen die heutige WUMAG texroll und WUMAG elevant hervor.

### VEB Waggonbau Görlitz

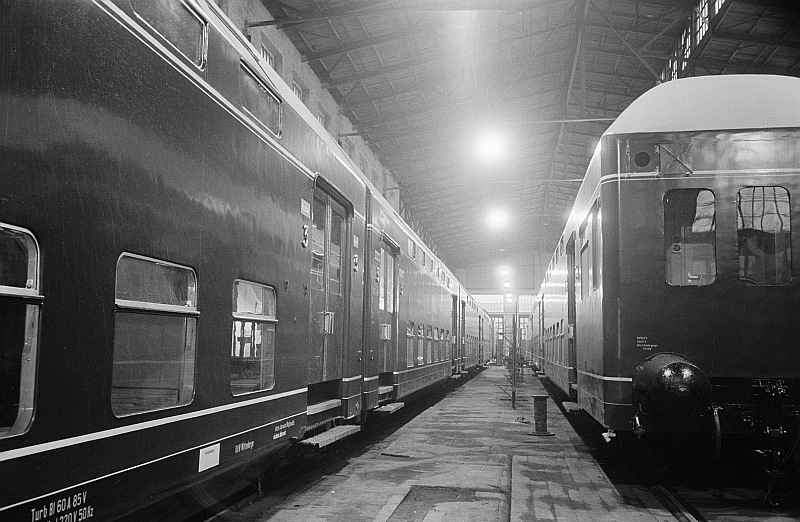
Blick in die Werkhalle mit vierteiligen Doppelstockeinheiten

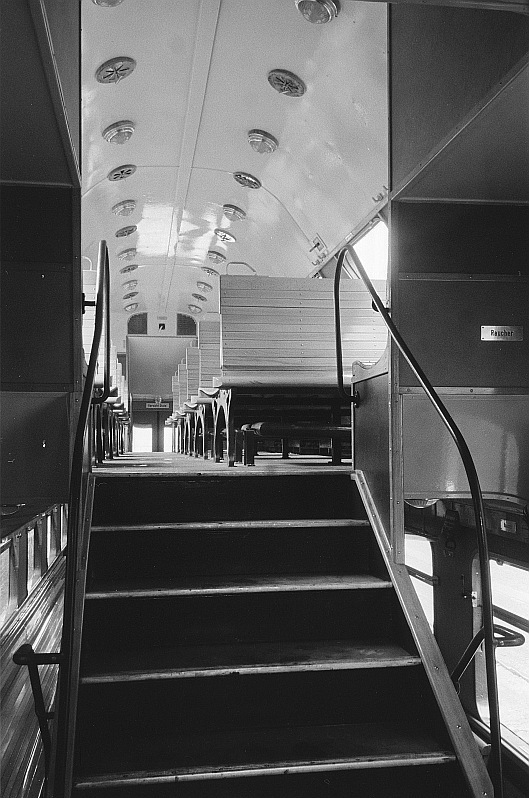
Im Innern der ersten Doppelstockwagen, 1952

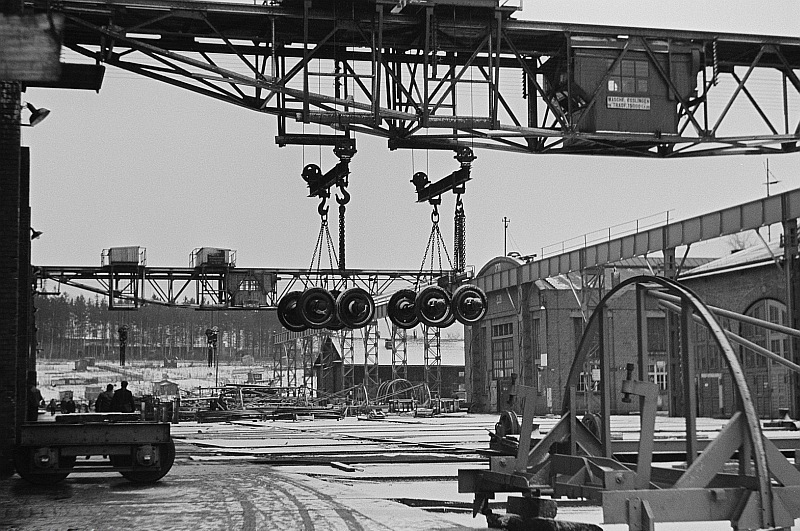
Waggonradsätze am Außenkran, 1952

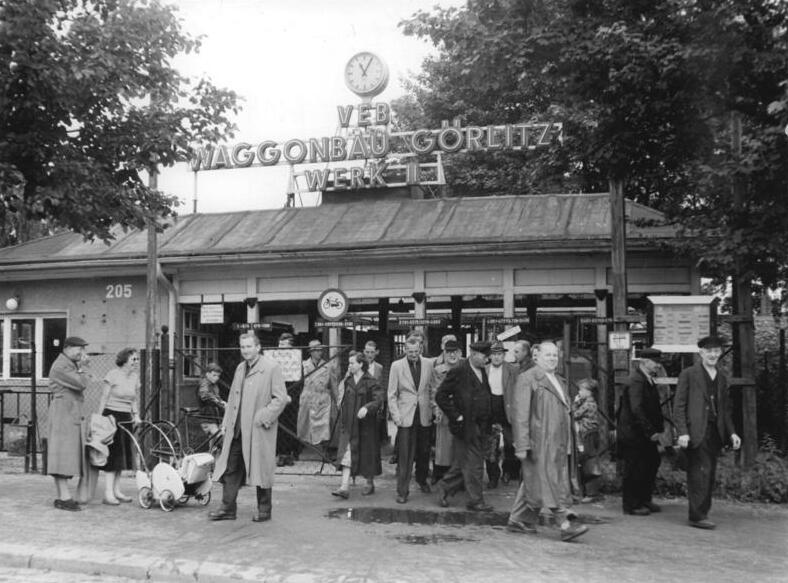
VEB Waggonbau Görlitz – Eingang zum Werk II, 1959

Der Neubeginn des nun Volkseigenen Betriebes (VEB) war sehr schwierig, da einerseits die Deutsche Reichsbahn die Zufuhr von Schadwagen drosselte und andererseits die Gelder zum Ausbau der Werke fehlten. Eine Initiative der Werkleitung und des Betriebsrates holte Neubau- und Reparaturaufträge von Privatwageneinstellern ins Werk und überzeugte die Staatsbahn dem Werk weitere Schadwagen zuzuführen. In den Folgejahren lag das Hauptaugenmerk weiterhin auf Reparaturarbeiten an Schadfahrzeugen bzw. auf dem Umbau von Fahrzeugen. So wurden beispielsweise zwei komplette Bauzüge samt Innenausstattung für die Reichsbahndirektionen Dresden und Berlin hergerichtet, zwei ehemalige Reisezugwagen in eine rollende Röntgen- bzw. Zahnarztstation sowie 22 ehemalige 3.-Klasse-Reisezugwagen (C4ü) in 3.-Klasse-Schlafwagen (WLC4ü) umgebaut. Drei der 22 Schlafwagen erhielten ein Radioabteil. Die Schlafwagen kamen auf der Relation Berlin – Brest zum Einsatz. Im Jahr 1951 wurden für die Deutsche Reichsbahn auch drei schwer beschädigte MITROPA-Schlafwagen neu aufgebaut.
Im Jahr 1948 wurde die Vereinigung Volkseigener Betriebe Lokomotiv- und Waggonbau (LOWA) gegründet, zu deren Mitgliedern neben dem Görlitzer Waggonbau auch die Waggonbaubetriebe in Bautzen, Dessau, Gotha, Halle-Ammendorf, Niesky und Werdau zählten. Zu der Dachgesellschaft gehörten zwei Konstruktionsbüros – das für Lokomotiven in Wildau und das für Waggons in Görlitz. Im Folgejahr wurde das Görlitzer Werk auch in die sozialistische Planwirtschaft und den ersten Zweijahresplan einbezogen. Die LOWA wurde 1958 umstrukturiert und das Görlitzer Werk gehörte fortan zur Vereinigung Volkseigener Betriebe Schienenfahrzeugbau.
Im Jahr 1948 begannen die Ingenieure mit der Konstruktion von Personenwagen und Speisewagen für die Sowjetische Staatsbahn (SZD) auf. Der erste Weitstreckenspeisewagen für die Sowjetunion absolvierte seine Probefahrt nach Dresden im Februar 1949. Mit der Abnahme des Waggons begann ein neues Kapitel für den Hersteller – von nun an wurden auch größere Stückzahlen ins Ausland exportiert. Vorher war die Produktion weitgehend auf die deutschen Länder ausgerichtet. Mit der steigenden Zahl der Neubauaufträge im Werk gab es zunehmend Schwierigkeiten bei der Beschaffung von Material, Halbzeugen sowie für den Neubau benötigten Maschinen und Anlagen. Zahlreiche Kontakte zu Zulieferbetrieben vor allem im Westen Deutschlands brachen durch die Besatzungspolitik ab. Auch die Material- und Halbzeuglieferanten östlich der Neiße waren nach der Grenzziehung vorerst nicht mehr erreichbar. Die Zulieferindustrie in der SBZ bzw. DDR war zum großen Teil noch im Begriff, ihre neuen Produktionslinien in Betrieb zu nehmen bzw. zu bauen. Damit war der Waggonbau gezwungen, sich viele Bauteile und Baugruppen in Eigenfertigung herzustellen. Dazu zählte beispielsweise die Eichenholzbestuhlung für die Speisewagen. Auch die importierten Schnitthölzer für den Wagenbau wurden in einer eigenen Trockenanlage für die Weiterverarbeitung vorbereitet. Der VEB Waggonbau Görlitz übernahm außerdem für die Eigenproduktion die Metallwarenfabrik Mewa an der Cottbuser Straße. Der Betrieb wurde als Werk III in den Waggonbau eingegliedert und übernahm Galvanik- sowie Verzinkungsarbeiten und den Behälterbau. Andererseits wurde auch der Material- und Rohstoff-Einsparung eine hohe Bedeutung beigemessen.
Auf Grund des Facharbeitermangels in der Sowjetischen Besatzungszone war es schwierig, ausreichend Arbeiter für die steigende Produktion im Werk anzuwerben. Man förderte die Facharbeiterausbildung, indem man 1948 im Werk I wieder eine Lehrwerkstatt für Tischler und Schlosser einrichtete. Im Jahr 1948 wurde der Lehrbetrieb mit 54 Auszubildenden aufgenommen. Die Zahl der Lehrlinge stieg im Folgejahr auf 289 Facharbeiter, 20 Technische Zeichner und 21 kaufmännische Auszubildende an, so dass man bereits im selben Jahr eine Ausbildungsstätte für Metallberufe an der Cottbuser Straße und eine Lehrwerkstatt für Holzberufe an der Christoph-Lüders-Straße eröffnete. Mit 550 Auszubildenden stellte der Betrieb im Jahr 1950 die meisten jungen Leute in seiner Geschichte ein. Die Mitarbeiterzahl stieg im selben Zeitraum zwischen 1948 und 1950 von 3000 auf 5754 Angestellte und Arbeiter an. Für die Mitarbeiter des Werkes wurde 1948 eine Bücherei mit zwei Zweigstellen im Werk eröffnet. Im Jahr 1949 wurde die Betriebssportgemeinschaft (BSG) Motor gegründet. Am 22. Juli 1951 wurde dann auch der Betriebssportplatz für den Verein eröffnet. Für das kulturelle Leben wurde am 30. Juni 1951 das Klubhaus Karl Marx auf der Struvestraße eingeweiht.
Am 17. Juni 1953 war der Waggonbau einer der zentralen Ausgangspunkte des Arbeiteraufstandes in der Stadt Görlitz. Ab acht Uhr wurde an diesem Tag gestreikt und es bildete sich ein Arbeiterzug. Die Waggonbauer trennten sich in mehrere Demonstrationszüge auf. Bis 10 Uhr legten auch die meisten anderen Arbeiter in den weiteren Betrieben der Stadt die Arbeit nieder und folgten dem Aufruf zum Streik. Am Obermarkt (damals: Leninplatz) versammelten sich die ca. 40.000 Streikenden unter der Führung der Waggonbauer. Erst das Eingreifen der sowjetischen Kommandantur beendete den Streik. Den nächsten Tag standen vor den Werkstoren Panzer und in den Werkshallen patrouillierten Rotarmisten.
Anfang der 1950er Jahre verpflichtete die DDR-Regierung die Großbetriebe zur Produktion von Konsumgütern für den Bedarf der DDR-Bevölkerung. Zu der Produktpalette des Waggonbaus zählten u. a. Eimer, Waschbretter, Schneefanggitter, Gewächshäuser, Mörtelmischer, Couch- und Radiotische sowie ab den 1970er Jahren auch die Wohnzimmermöbel des Modells Landeskrone, das nach dem Görlitzer Hausberg – der Landeskrone – benannt war. In der Nebenproduktion fertigte das Werk Schraubenkupplungen, Bremsklotzteile und Federschaken für andere Waggonbaubetriebe in der DDR und für die Deutsche Reichsbahn.

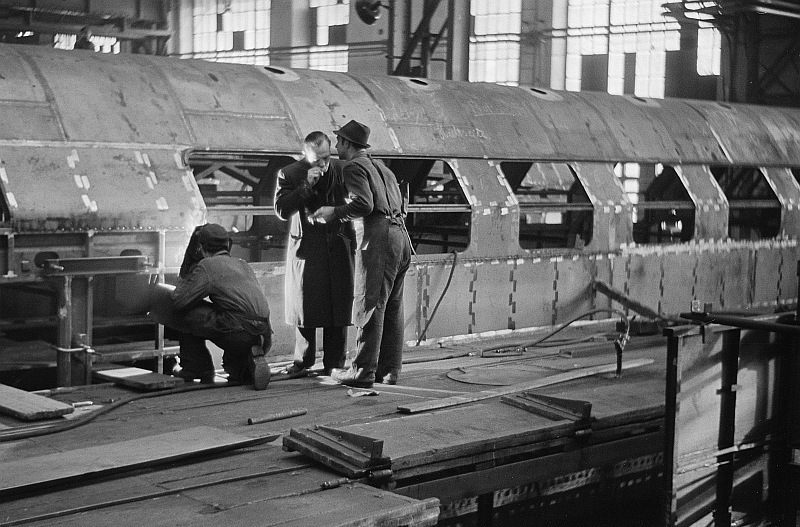
Fertigung der ersten Doppelstockgliederzüge im Jahr 1952

Doch das Hauptaugenmerk blieb weiterhin auf dem Bau von Schienenfahrzeugen. In den 1950er Jahren führte der Betrieb auch Reparaturarbeiten an Berliner und Dresdner Straßenbahnwagen durch. Für die Dresdner Straßenbahnlinie 11 wurden im Jahr 1954 sogar zwei Hechtwagen neugebaut. Die beiden Straßenbahnwagen waren die letzten beiden in Görlitz gebauten Straßenbahnfahrzeuge. Damit schloss sich ein Kapitel in der Geschichte des Waggonbaus, der lange Jahre auch Straßenbahnfahrzeuge an zahlreiche deutsche Straßenbahnbetriebe lieferte, darunter Berlin, Dresden, Leipzig und auch nach Görlitz. Des Weiteren wurden 200 gedeckte Güterwagen zu Behelfskühlwagen und 300 R-Wagen zu Gl-Wagen für den Getreidetransport umgebaut. Auch für die polnische Staatsbahn (PKP) setzte das Werk zehn schwer beschädigte dreiteilige Vorortzüge instand. Im Jahr 1951 begann die Fertigung der vierteiligen Doppelstockgliederzüge für die Deutsche Reichsbahn parallel zu den Exportserien für die Sowjetunion, China, Polen, Korea und die Tschechoslowakei. In den 1960er Jahren reihten sich Bulgarien, Rumänien und Indonesien in die Reihe der Länder ein, in die das Görlitzer Werk exportierte. In den 1970er und 1980er Jahren folgten der Irak, Ghana, Syrien, Uganda und Ungarn. Viele der Fahrzeuge waren ganz neu entwickelt, damit gingen zwischen 1949 und 1989 in Summe 360 Inlands- und 163 Auslandspatente einher.

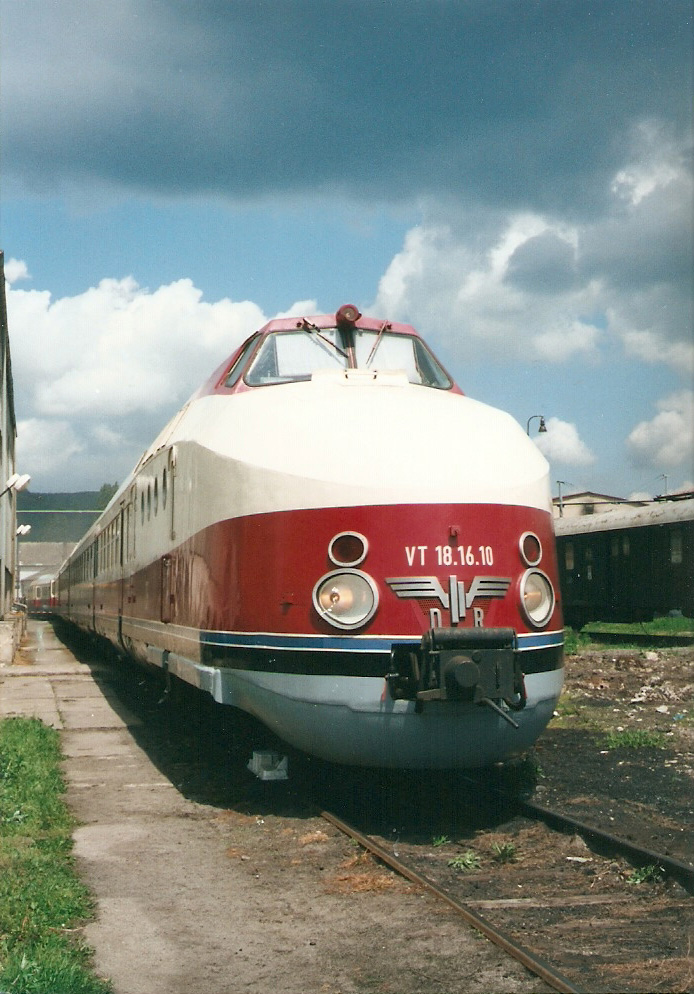
Schnelltriebwagen der DR-Baureihe VT 18.16

In den Folgejahren wurden die Fertigungsabläufe weiter verbessert. Es kamen neue Schweißverfahren und -einrichtungen zum Einsatz, u. a. eine Längsschweißvorrichtung, Punktschweißportale und Vakuumplattenpunktanlagen. Im Jahr 1963 verließen insgesamt 448 Reisezugwagen, ein Oberleitungsrevisionstriebwagen der Baureihe M 263 für die Tschechoslowakischen Staatsbahnen (ČSD) und der erste Schnellverkehrstriebzug der Bauart Görlitz (VT 18.16) für die Deutsche Reichsbahn das Werk. Der Triebzug wurde auch auf der Leipziger Frühjahrsmesse ausgestellt. Eine weitere Verbesserung des Fertigungsablaufes im Werk I wurde durch den Neubau des Gebäudes an der Ecke Brunnen-/Alexander-Stachanow-Straße (heute: Christoph-Lüders-Straße) erreicht. Der 1,9 Millionen Mark teure Bau beherbergte die Teil- und Rohrschlosserei, die Eisenvorbereitung, die Aluminiumfertigung und die Sattlerei sowie Teile der Konstruktions- und Erprobungsabteilung. Die Fassade des einstigen Neubaus blieb bis heute erhalten und bildet zukünftig die Fassadenfront des Gebäudes der Polizeidirektion Görlitz.
Ende 1967 verließ mit dem RIC-Schlafwagen Nr. 2362 für die PKP der 5000. seit 1948 gefertigte Reisezugwagen das Werk. Mit der Spezialisierung der Schienenfahrzeughersteller in der DDR Ende der 1960er Jahre gab das Görlitzer Werk die Fertigung der Weitstreckenspeise- und Personenwagen an das Werk in Halle-Ammendorf ab. Dem Görlitzer Werk blieb der Bau von RIC-Schlafwagen und der Doppelstockeinzelwagen. Im Zuge von Rationalisierungen und der neuen Produktionsausrichtung schuf man weitgehend übereinstimmende Produktionsabläufe, um Arbeits- und Materialbereitstellungsplätze gemeinsam nutzen zu können sowie Lager- und Transportprozesse zu straffen. Hierzu entstand zwischen 1973 und 1979 im Werk II eine Lagerhalle für Isolierstoffe, Luftbehälter und Stahlpanzerrohr. Weiterhin wurde im Juli 1979 die Endprüfhalle ihrer Bestimmung übergeben. Die Prüf- und Abnahmearbeiten fanden bis dahin zum Großteil im Freien statt. Der Neubau der Endprüfhalle bildete den Abschluss der Rationalisierungsmaßnahmen. Die Wagen wurden im Werk I fertig montiert und anschließend in die Endprüfhalle überführt, um dort auf ihre originalen Drehgestelle aufgesetzt zu werden. Danach wurden in der Endprüfhalle die Prüf- und Kontrollarbeiten durchgeführt. Hierzu verfügte die Halle über eine Hebestation, einen Profilmessstand, eine Beregnungsanlage, eine Klimakammer, ein Hochspannungsprüffeld sowie eine Gleiswaage. Nach der anschließenden Probefahrt fand die Abnahme durch die jeweilige Bahnverwaltung statt.

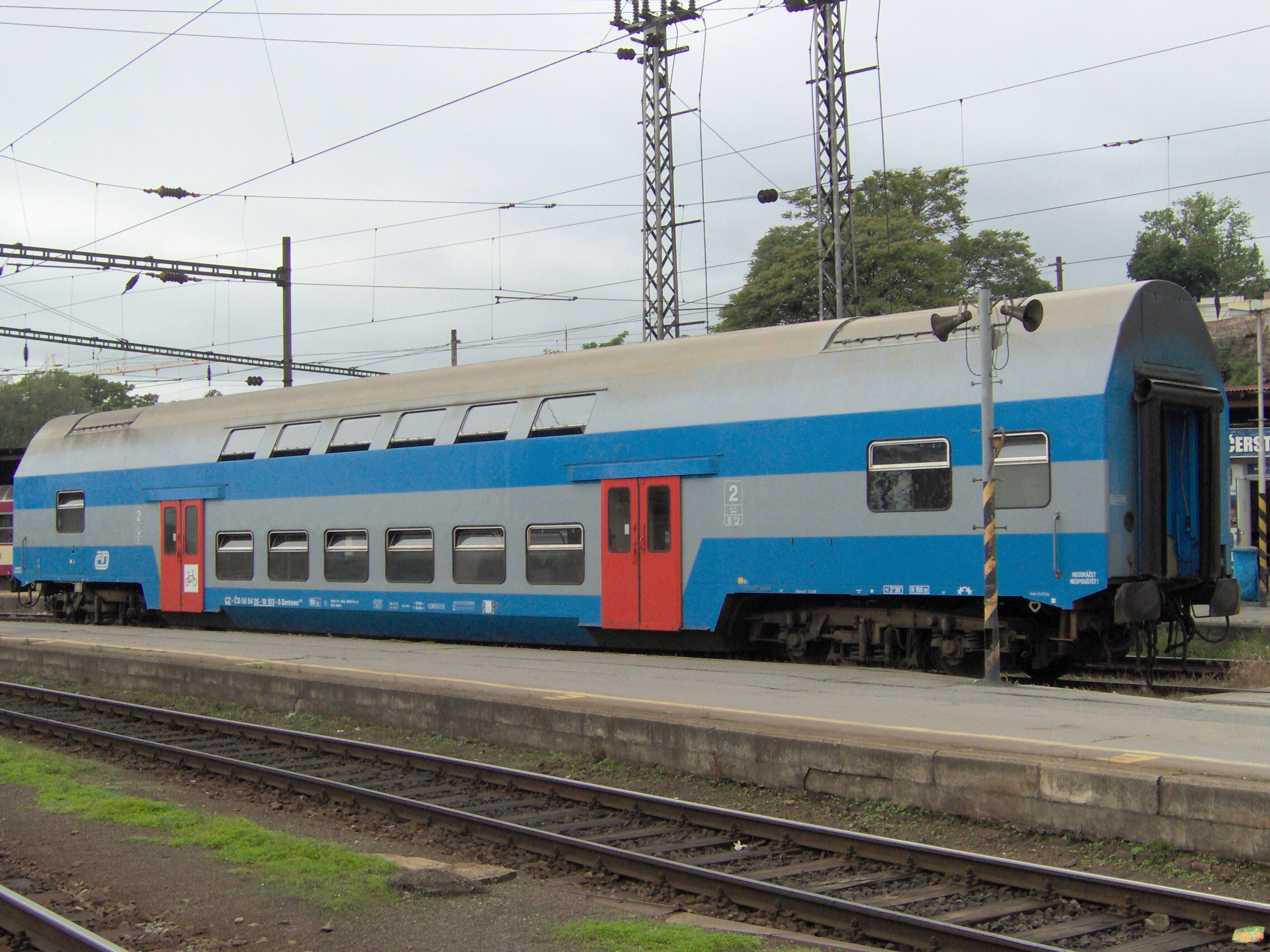
Doppelstockeinzelwagen der ersten Generation

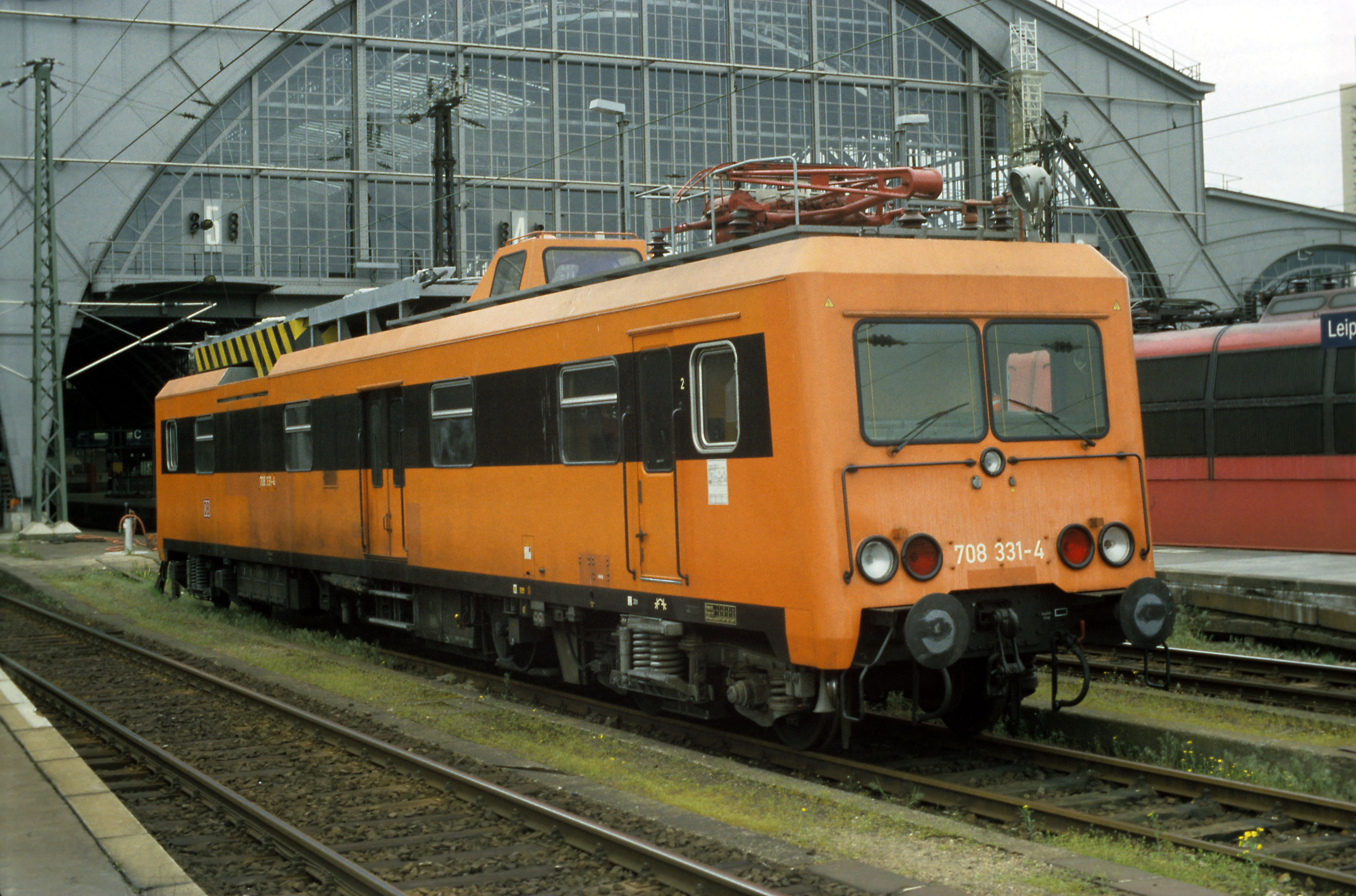
Oberleitungsrevisionstriebwagen (ORT) BR 188.3

Typenschild VEB Waggonbau Görlitz eines ORT 188 307, März 1989

Im Jahr 1979 wurde die Dachorganisation der Waggonbaufabriken der DDR – die Vereinigung Volkseigener Betriebe Schienenfahrzeugbau – in VEB Kombinat Schienenfahrzeugbau umgewandelt. Im Folgejahr wurden in die Produktpalette des Görlitzer Werks auch wieder Personenwagen und Liegewagen aufgenommen. Mit 246 gelieferten RIC-Schlafwagen 1981 und 270 Personenwagen 1982 erreichte der Betrieb ein Produktionsmaximum in der jeweiligen Wagenkategorie. Am 26. Februar 1983 kam es kurz vor Mitternacht in der Lagerhalle 220 zu einem Brand. Das eingelagerte Holz förderte die Brandentwicklung, bis die Stahlkonstruktion einstürzte. Das Übergreifen des Feuers konnte durch die Feuerwehr verhindert werden. Am Standort der Halle entstand eine neue dreischiffige Lagerhalle. Im selben Jahr nahm man nach 14 Jahren Unterbrechung auch wieder die Fertigung von Weitstreckenpersonenwagen für die sowjetische Staatsbahn auf. Der Umsatz des Volkseigenen Betriebes stieg von 1970 bis 1983 um mehr als das Doppelte auf rund 294,5 Millionen Mark.
Mitte der 1980er Jahre endete in Görlitz der Bau von Drehgestellen. Zu den letzten in Görlitz entwickelten Drehgestellen gehörte das in Kooperation mit dem Prager Forschungsinstitut für Schienenfahrzeuge entstandene GP 200. Danach wurde die Fertigung von Drehgestellen an den VEB Waggonausrüstungen Vetschau übergeben. Zur Sicherung des Wagenausstoßes des Werkes wurden ab 1988 auch Arbeitskräfte aus dem benachbarten Polen eingestellt. Für die Unterbringung der teilweise sogar aus Oberschlesien stammenden Arbeiter errichtete man an der Alexander-Stachanow-Straße (heute: Christoph-Lüders-Straße) ein fünfgeschossiges Wohnhaus in Plattenbauweise. Im Jahr 1988 arbeiteten im Waggonbau 3576 deutsche und 240 polnische Beschäftigte. Im Wendejahr 1989 wurde im Werk II eine neue Halle für die Feinblechbearbeitung gebaut und ein computergesteuertes Holzbearbeitungszentrum in Betrieb genommen. Der VEB Waggonbau Görlitz lieferte in diesem Jahr nochmals insgesamt 337 Fahrzeuge aus, darunter 208 Weitstreckenwagen für die SZD, 115 Doppelstockwagen für die PKP und 14 Oberleitungsrevisionstriebwagen der Baureihe 188.3 für die DR.

### Waggonbau Görlitz GmbH

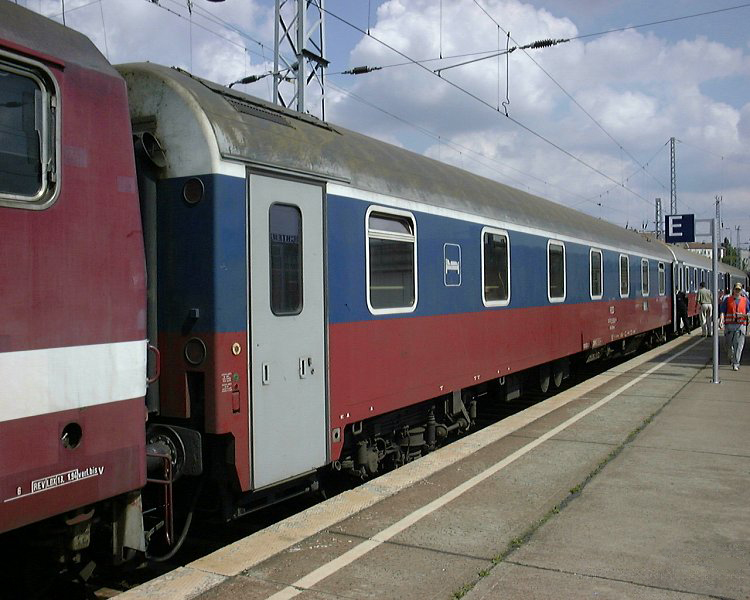
Russischer RIC-Schlafwagen

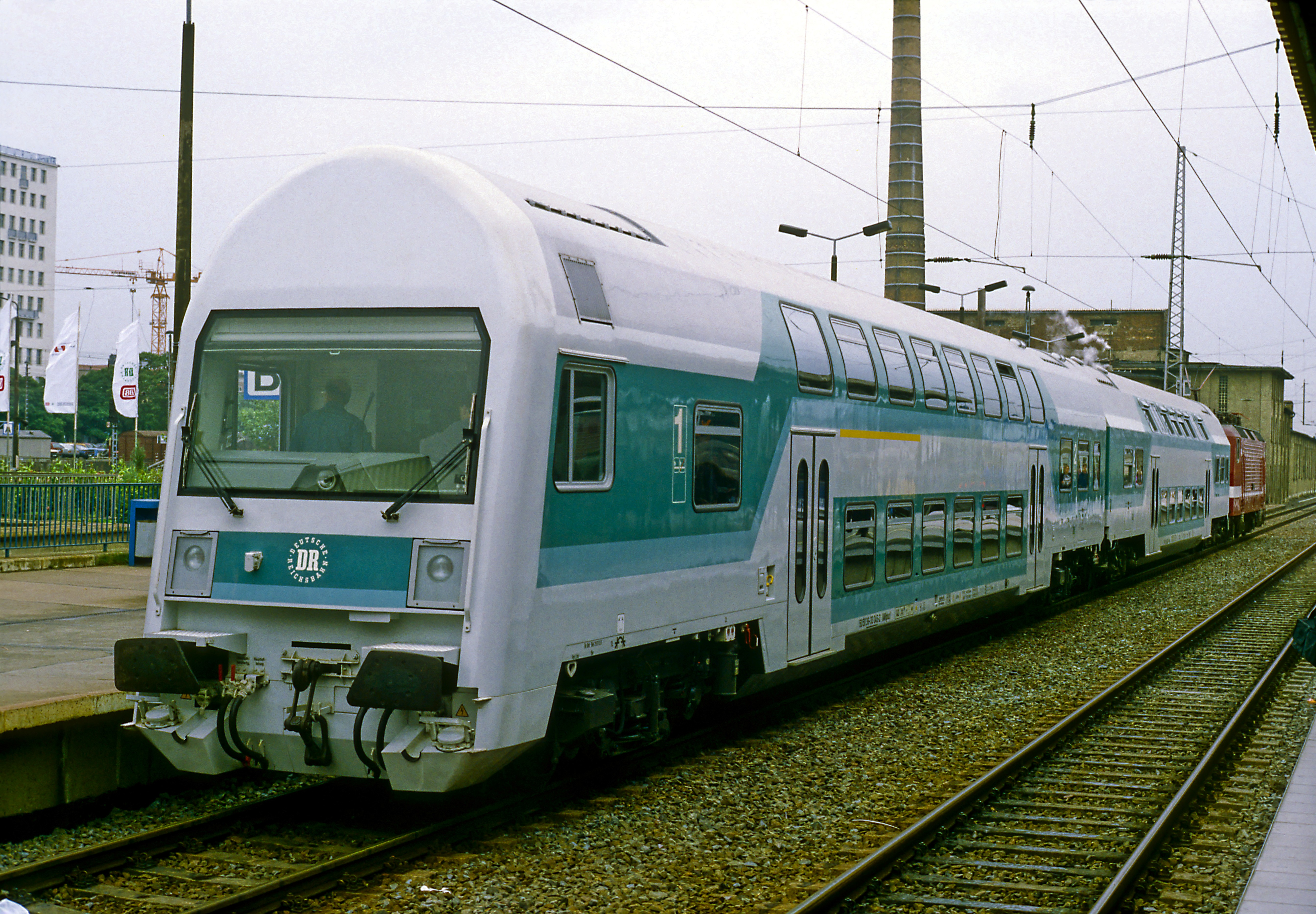
Zweite Generation von Doppelstocksteuerwagen für die Deutsche Reichsbahn, 1993

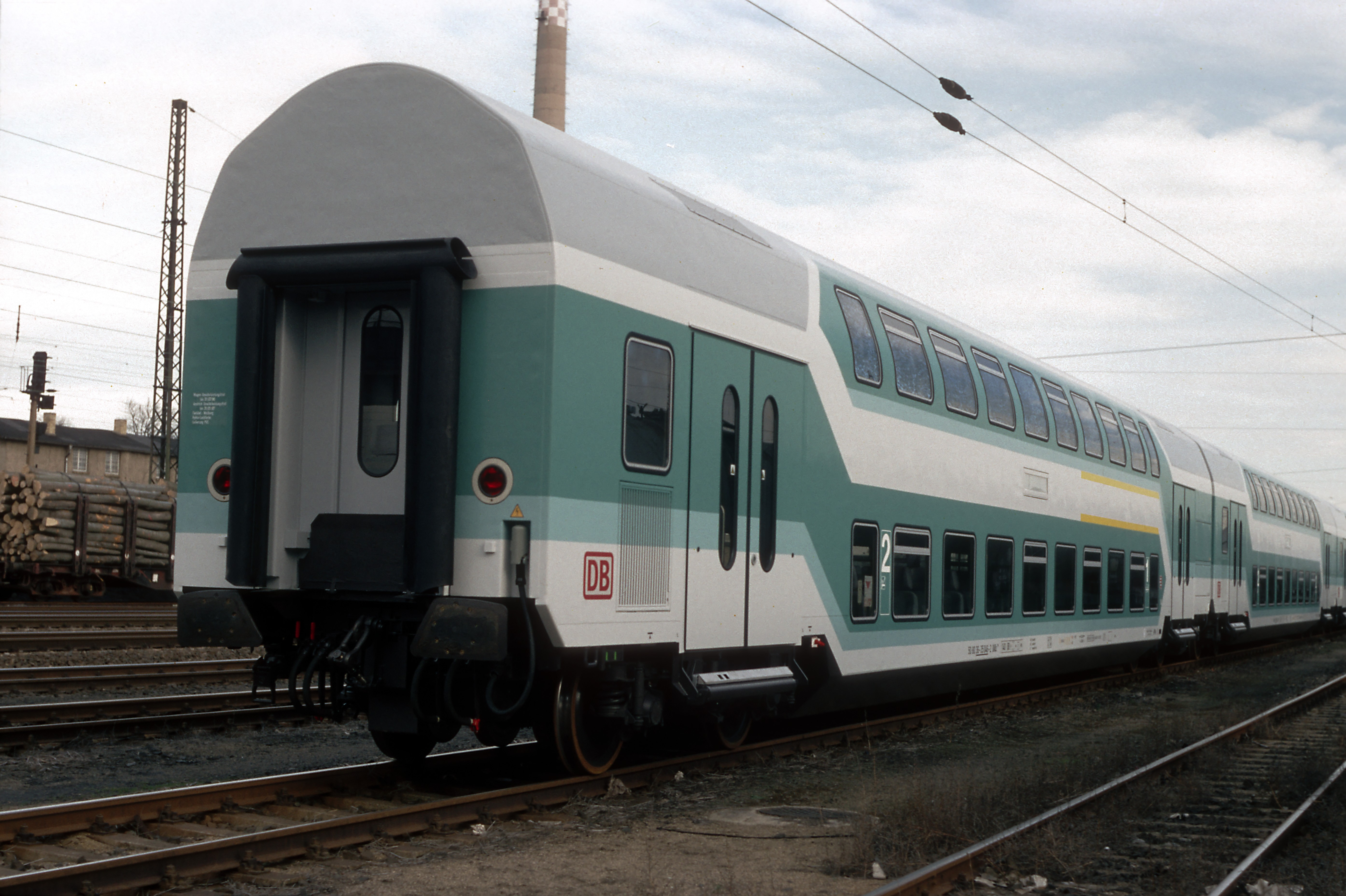
Doppelstockwagen mit Hocheinstieg über den Drehgestellen – hauptsächlich im ehemaligen Bundesbahngebiet im Einsatz

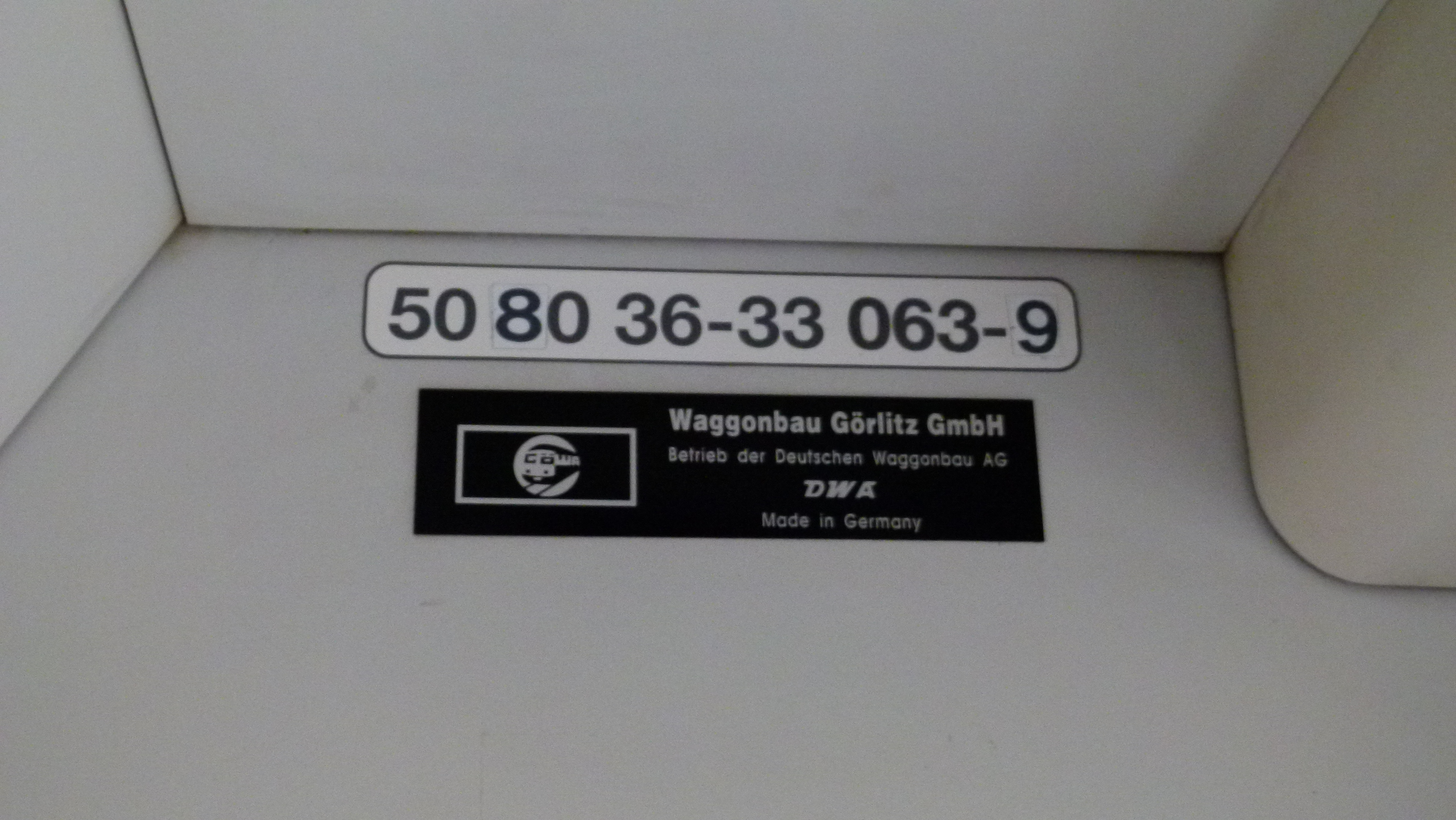
Signierter DABuzfa (2. Modernisierungsstufe)

Mit der politischen Wende kam auch die Wende im wirtschaftlichen Leben – aus den zahlreichen Volkseigenen Betrieben und Kombinaten sollten privatwirtschaftlich agierende Unternehmen entstehen. Aus dem Kombinat Schienenfahrzeugbau und den dazugehörigen Betrieben konstituierte sich 1990 die Deutsche Waggonbau Aktiengesellschaft (DWA). Die einzelnen Betriebe firmierten als Gesellschaft mit beschränkter Haftung unter dem Dach der Aktiengesellschaft. Am 1. Mai 1990 wurde aus dem VEB Waggonbau Görlitz die DWA-Tochtergesellschaft Waggonbau Görlitz GmbH. Zum selben Tag beschloss die Stadt im Andenken an den Begründer des Görlitzer Waggonbaus die Straße vor dem Werk I wieder in Christoph-Lüders-Straße zurückzubenennen. Während der DDR-Zeit trug sie den Namen Alexander-Stachanow-Straße. Der Aufsichtsrat der GmbH konstituierte sich am 2. Oktober 1990. Zum Vorsitzenden der Gesellschaft wurde der Vorsitzende der DWA Günter Groß gewählt. Für den Posten des Vorsitzenden der Geschäftsführung wurde Hans Liebig bestellt. Auf der zweiten Aufsichtsratssitzung am 2. November desselben Jahres wurden Willibald Siegert, Martin Fencik und Dr. Ullrich Kessler eingesetzt.
Der Waggonbau realisierte weiter die unter der Vorgängergesellschaft geschlossenen Aufträge. Dazu gehörten die Oberleitungsrevisiontriebwagen für die Deutsche Reichsbahn, 70 vierachsige 2.-Klasse-Reisezugwagen für die PKP, 30 2.-Klasse-Reisezugwagen für die Ghana Railway Corporation (GRC) sowie 118 Weitstreckenpersonenwagen für die sowjetische Staatsbahn. Mit der Deutschen Wiedervereinigung am 3. Oktober 1990 und der Währungsunion am 1. Juli 1990 waren plötzlich die Produkte des Waggonbaus für die einstigen Hauptabnehmer – die Ostblockstaaten – unerschwinglich. Um der Wirtschaft Ostdeutschlands die Umstellung zu erleichtern, vergab die deutsche Seite Hermesbürgschaften an die osteuropäischen Nachbarn, um den früheren Hauptabsatzmarkt für ostdeutsche Produkte nicht ganz wegbrechen zu lassen. Das Ziel der DWA war es zur damaligen Zeit, neue Absatzmärkte für ihre Werke zu erschließen, ihre Produktqualität weiter zu erhöhen und das Unternehmen unter marktwirtschaftlichen Gesichtspunkten umzustrukturieren. Damit verbunden war unweigerlich auch ein Personalabbau und die Ausgliederung von Unternehmensteilen verbunden. So wurde in Görlitz 1991 die Betriebspoliklinik geschlossen.
Im Jahr 1991 lieferte das Werk die letzten Oberleitungsrevisionstriebwagen an die Deutsche Reichsbahn aus. In einem Folgeauftrag orderte die Deutsche Reichsbahn 105 Doppelstockwagen. Auch ein Auftrag über 25 RIC-Schlafwagen für die Rumänische Staatsbahn konnte verzeichnet werden. Nach dem Abschluss der Fertigung der Schlafwagen stellte sich heraus, dass die Rumänische Staatsbahn nicht in der Lage war, die Fahrzeuge zu finanzieren. Sie wurden vorerst in Görlitz abgestellt. Erst Ende 1992 konnte die Bezahlung der Wagen geregelt werden, jedoch mussten die Wagen nochmals aufwendigen Wartungsarbeiten und erneuten Probefahrten unterzogen werden.
Für den weiteren Fortschritt in der Produktqualität baute man im Jahr 1992 im Werk II eine Strahlanlage für die Rohbauwagenkästen samt einer überdachten Schiebebühne und im Werk I eine Außenfarbgebungsanlage. Damit hatte man das technologische Niveau erreicht, um die Forderungen internationaler Normen zu erfüllen. Im selben Jahr besuchte Bundespräsident Richard von Weizsäcker die Stadt Görlitz und besichtigte auch den Waggonbau.
Das Jahr 1992 brachte auch den Durchbruch für den Bau von Doppelstockwagen für Eisenbahnunternehmen außerhalb des Ostblocks. Die Deutsche Bundesbahn orderte erstmals in ihrer Geschichte Doppelstockserienfahrzeuge, lediglich in den 1950er Jahren hatte Wegmann & Co. in Kassel Doppelstockfahrzeuge zur Erprobung bei der Bundesbahn gebaut, die jedoch nie die Serienfertigung erreichten. Am 2. April 1992 unterzeichneten die Vertreter der Bundesbahn in Görlitz die Bestellung von 75 Doppelstockwagen. Ein zweiter Vertrag, der 1992 in Minden unterzeichnet wurde, umfasste die Lieferung von 100 Doppelstocksteuerwagen an die noch existierende Deutsche Reichsbahn. Bereits im Dezember 1992 verließen die ersten 25 Steuerwagen (Bauart: DABgbufz760) den Waggonbau. Sie kamen bei den S-Bahnen in Dresden, Leipzig-Halle, Magdeburg sowie in Rostock und im Regionalverkehr im Großraum Berlin zum Einsatz. Die Steuerwagen waren die zweite Generation von Doppelstocksteuerwagen aus Görlitz. Sie erhielten eine veränderte Kopfform, eine abgerundete Dachform und mehr Fenster im Ober- und Zwischenstock. Erstmals erhielten Doppelstockwagen für die Reichsbahn auch ein Ersteklasseabteil. Ein Musterfahrzeug wurde 1992 auf der Treuhandmesse in Leipzig und 1993 auf der Hannover Messe ausgestellt.
Die Doppelstocksteuerwagen waren die letzte Lieferung an die Deutsche Reichsbahn. Ein Jahr später wurde mit der Lieferung von 55 Doppelstockwagen der Bauart DBz750 (2. Klasse) und 20 der Bauart DABz755 (1. und 2. Klasse) an die Deutsche Bundesbahn auch das kurze Firmenkapitel mit der westdeutschen Staatsbahn als Abnehmer geschlossen. Die ersten Wagen kamen vor allem im Großraum München zum Einsatz. Per 1. Januar 1994 vereinigten sich beide deutsche Staatsbahnen zur Deutschen Bahn AG, die bis heute ein wichtiger Abnehmer der Görlitzer Doppelstockwagen ist. Im Jahr 1992 waren noch mehr als 2100 Mitarbeiter in den beiden Werken beschäftigt.
Nach dem Abschluss der Fertigung des Bundesbahnauftrages folgte ein Auftrag der Russischen Eisenbahnen (RZD) für den Bau von 100 RIC-Schlafwagen für den Ost-West-Verkehr, die ersten Exemplare konnten im Februar 1994 ausgeliefert werden. Die weitere Auslieferung der Wagen lief nur schleppend bis zum Juli 1995 voran, da die russische Seite die an die Hermes-Bürgschaften geknüpften Bedingungen nur teilweise erfüllen konnte und die Breitspurdrehgestelle aus russischer Produktion fehlten. Die russische Seite konnte lediglich 85 der 100 Wagen aus dem Vertrag übernehmen, da ihr für die restlichen 15 Wagen die finanziellen Mittel fehlten. Diese übernahmen dann ŽSR, BČ und UZ. Auch die neugegründete Deutsche Bahn bestellte auf Grund der guten Erfahrungen beim Einsatz der 1993 an die Bundesbahn gelieferten Doppelstockfahrzeuge ab 1994 weitere 250 Doppelstockfahrzeuge für die westdeutschen Ballungsgebiete, im selben Jahr wurden noch die ersten 60 Fahrzeuge der Bauarten DBz 751 und DABz 756 ausgeliefert. Bei den Wagen kamen Drehgestelle der Bauart Görlitz VII zum Einsatz. Für die Fertigung wurden nun in fast allen Bereichen CNC-Maschinen eingesetzt. Im September 1994 wurde das Werk III an der Cottbuser Straße stillgelegt. Der Waggonbau bestand seitdem noch aus dem Werk I und II mit einer Gesamtfläche von nahezu 417.000 Quadratmetern und einer Gesamtlänge der Gleisanlage von 15.650 Metern.

### Deutsche Waggonbau AG

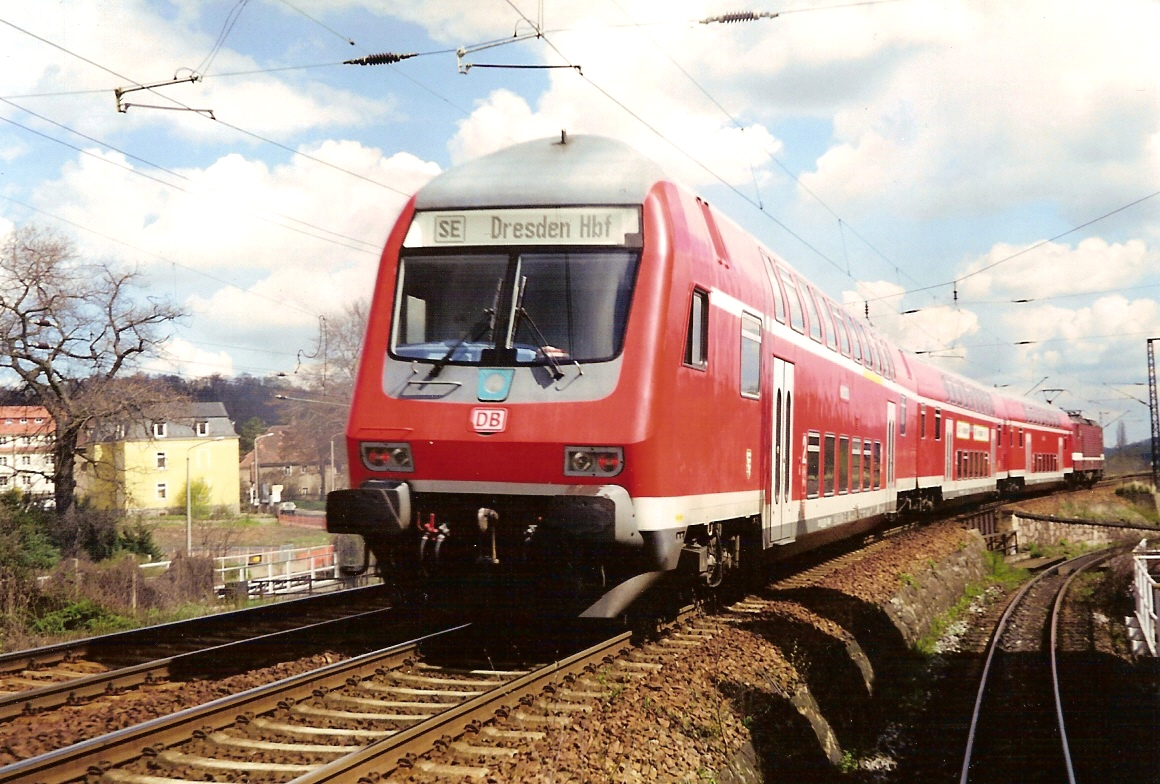
Dritte Generation von Doppelstocksteuerwagen

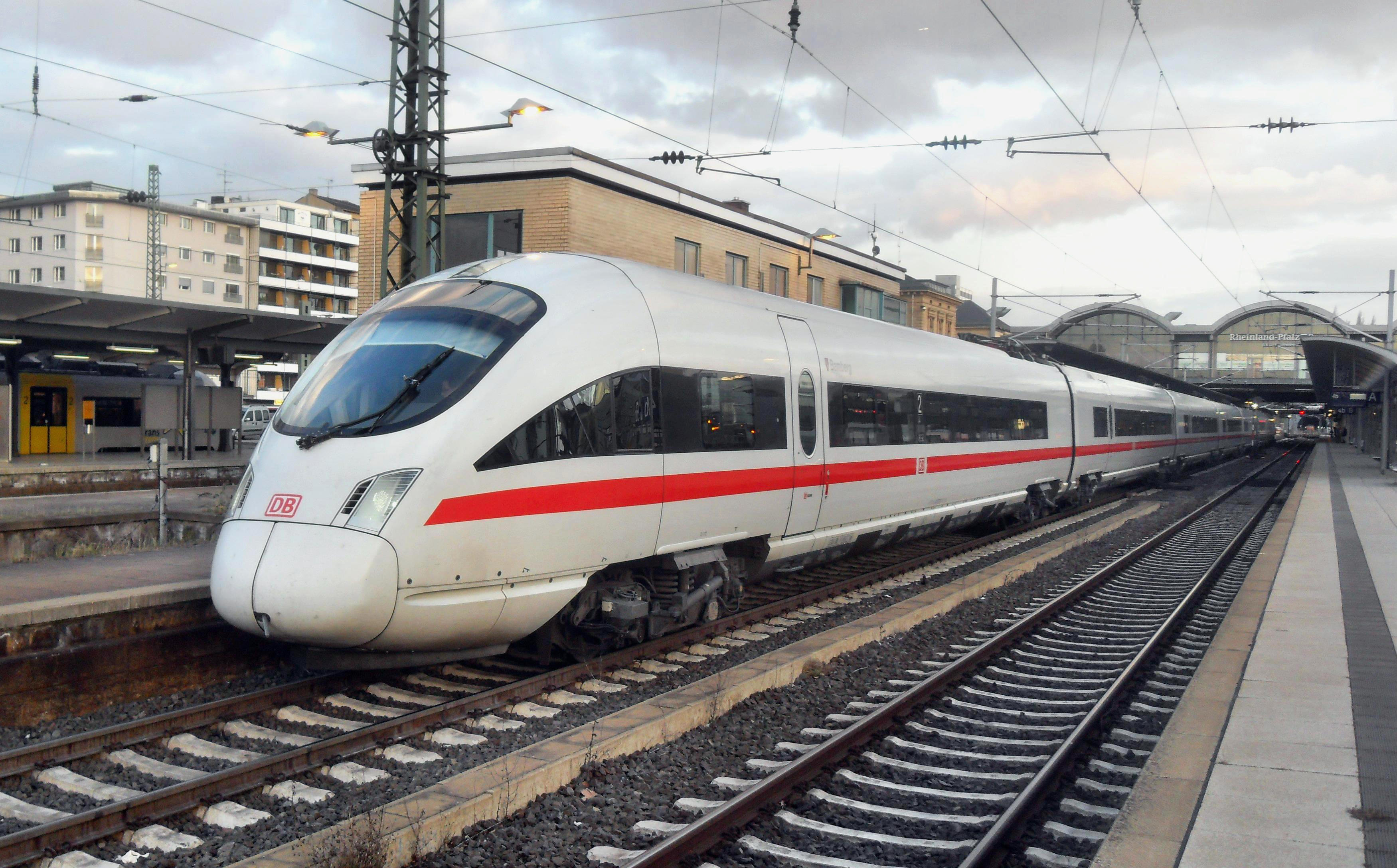
ICE-T

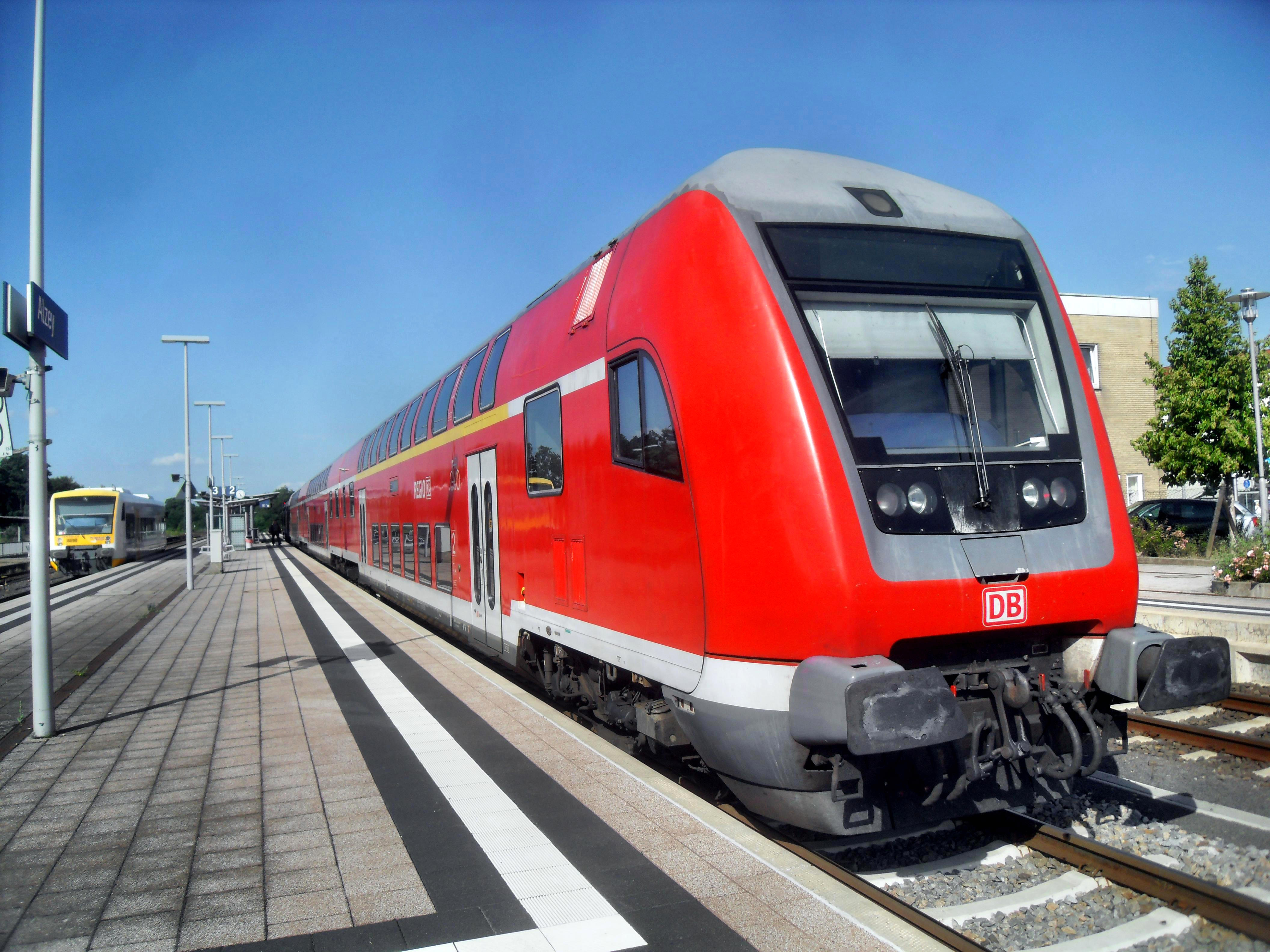
Vierte Generation von Doppelstocksteuerwagen

Im Jahr 1995 fusionierten die bisher eigenständigen Werke mit ihrer Muttergesellschaft Deutsche Waggonbau AG (DWA). Der Görlitzer Waggonbau firmierte von Waggonbau Görlitz GmbH in DWA Werk Görlitz um. Die DWA verfolgte weiter die Ziele der Kosteneinsparung und Restrukturierung. Den Werken wurden im Zuge der Restrukturierung gewisse Kernkompetenzen zugewiesen. Das Görlitzer Werk erhielt die Fertigungsbereiche Doppelstockwagen und ICE-T-Wagen. Auch die Durchsetzung der Aluminiumintegralbauweise oblag dem Werk. 1995 wurden ein neues Hochregallager für Feinbleche und eine moderne Farbgebungshalle ihrer Bestimmung übergeben. Am 5. Juli 1995 wurde der 5000. seit 1936 in Görlitz gebaute Doppelstockwagen an die Deutsche Bahn übergeben. Nach mehreren Versuchen der Treuhandgesellschaft die DWA zu privatisieren, gelang dies im März 1996 mit dem Verkauf an den Private-Equity-Investor Advent International. Am 28. November desselben Jahres wurde die neue, 7000 Quadratmeter große Endmontagehalle im Werk II übergeben, zu der auch ein daran angeschlossenes Hochregallager gehörte. In den neuen Hallenkomplex zogen weitere Werkstätten und Lager aus dem Werk I. Die Endprüfhalle wurde nach drei Jahren Modernisierung ebenfalls 1996 eingeweiht, sie war mit einer neuen Hebestation, einem Bremsmessstand, einer Eckkraftmessanlage und einer Radlastwaage ausgestattet. 1996 bot der Waggonbau etwa 1200 Mitarbeitern und 105 Auszubildenden Arbeit.
Im Folgejahr wurde die Außenfarbgebungsanlage im Werk II in Betrieb genommen sowie ein Gleisdreieck zum Drehen der Wagen gebaut und damit die Neugestaltung des Werkes II weitgehend abgeschlossen. Die Fertigung von Schienenfahrzeugen im Werk I wurde 1997 eingestellt, damit entfiel auch der aufwendige Transport der Wagen zwischen den beiden Werksteilen über die Christoph-Lüders- und Zeppelinstraße. Auch die Werkstätten der Auszubildenden wurden in das Werk II integriert. Mit der Schließung des Werks I war einer der schwerwiegendsten Punkte des Strategiekonzeptes 2000 abgeschlossen.
Die DWA war federführend an dem Konsortium ICNeiTech DWA*DUEWAG*Fiat*Siemens bei der Entwicklung des ICE-T beteiligt. Im Görlitzer Werk wurden die Steuerwagen für die Hochgeschwindigkeitstriebzüge gebaut. Hierfür wurden speziell für die bei dem Fahrzeug verwendete Aluminiumintegralbauweise Mitarbeiter qualifiziert und eine neue Aluminiumfertigungslinie für die Rohbauwagenkästen errichtet. Neben dem ICE-Steuerwagenbau wurden seit 1995 auch neuentwickelte Doppelstocksteuerwagen (Bauart DBbzf 761) – die mittlerweile 3. Generation – in Görlitz gefertigt. Die neue Generation unterschied sich in einer aerodynamischer geformten Front und erhielt je nach Bauart Niederflureinstiege mit 600 Millimeter (DBbzf 761) oder 760 Millimeter (DBbzf 761.2) Einstiegshöhe. Die Steuerwagen mit 1.-Klasse-Abteil (Bauart DABpbzf 762) erhielten zusätzlich eine Klimaanlage. Für die Folgeaufträge entschloss sich die Deutsche Bahn aus Gründen der Komfortsteigerung alle Doppelstockwagen mit Klimaanlage auszurüsten. Am 29. August 1996 unterschrieb die Deutsche Bahn einen Vertrag über die Lieferung von weiteren 58 Doppelstocksteuerwagen und 192 Mittelwagen, mit der Option auf weitere 350 Wagen. Die Auslieferung startete 1997, die Wagen waren von nun an mit einem Dachkompaktklimaaggregat, einem Fahrgastinformationssystem und einem verkehrsroten Außenanstrich versehen. Bereits im August 1997 kam der erste Wagen mit einer weiteren aerodynamischen Anpassung der Kopfform – Bauart DABpbzf 764 – zur Auslieferung. Die 4. Generation verfügt über eine breite Frontscheibe mit Zugzielanzeige und integrierter Beleuchtung. Für die Stirn- und Seitenwände sowie das Dach kam ein Antigraffitischutzlack zum Einsatz.

### Bombardier Transportation

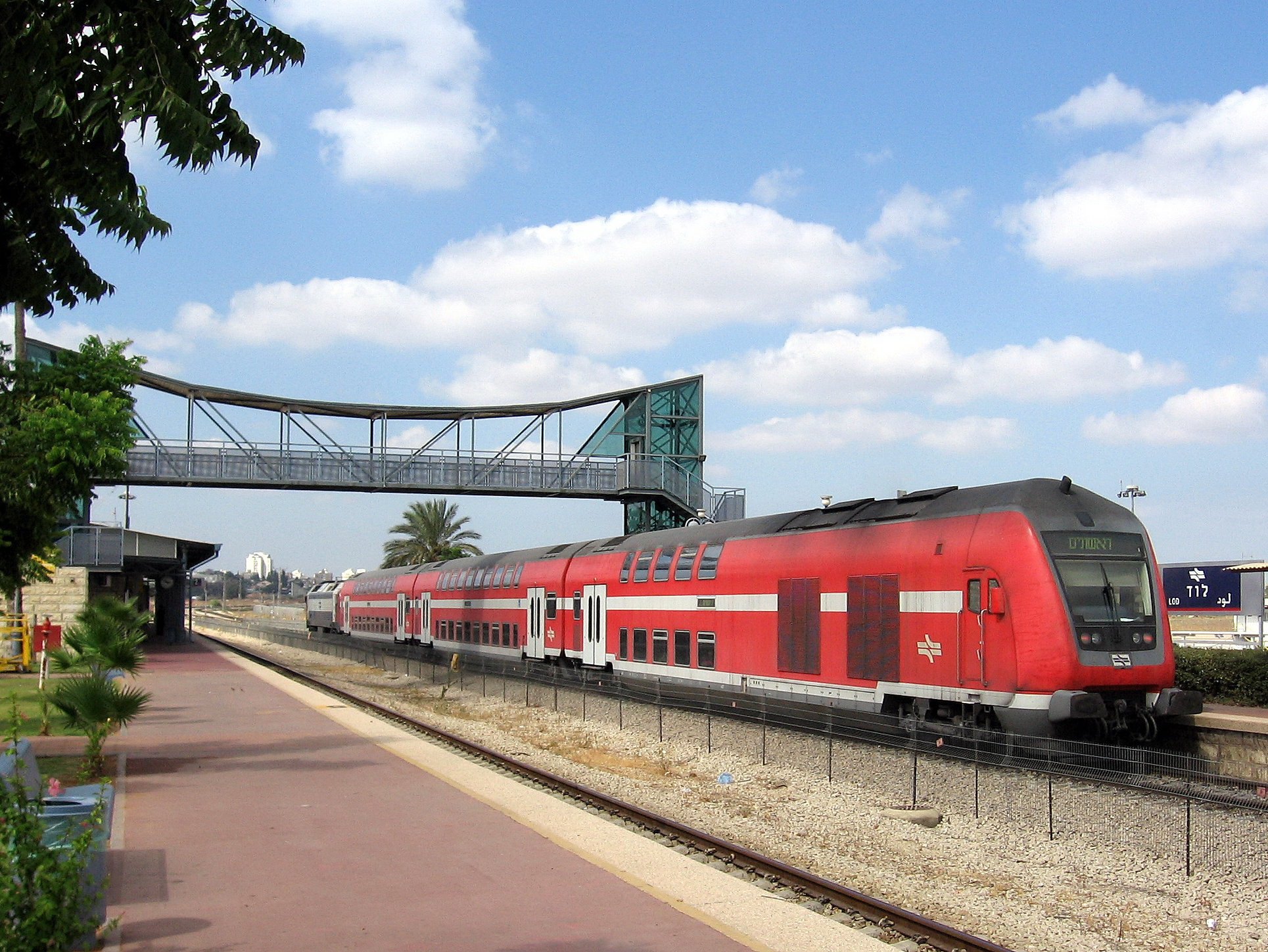
Doppelstockwagenzug in Israel

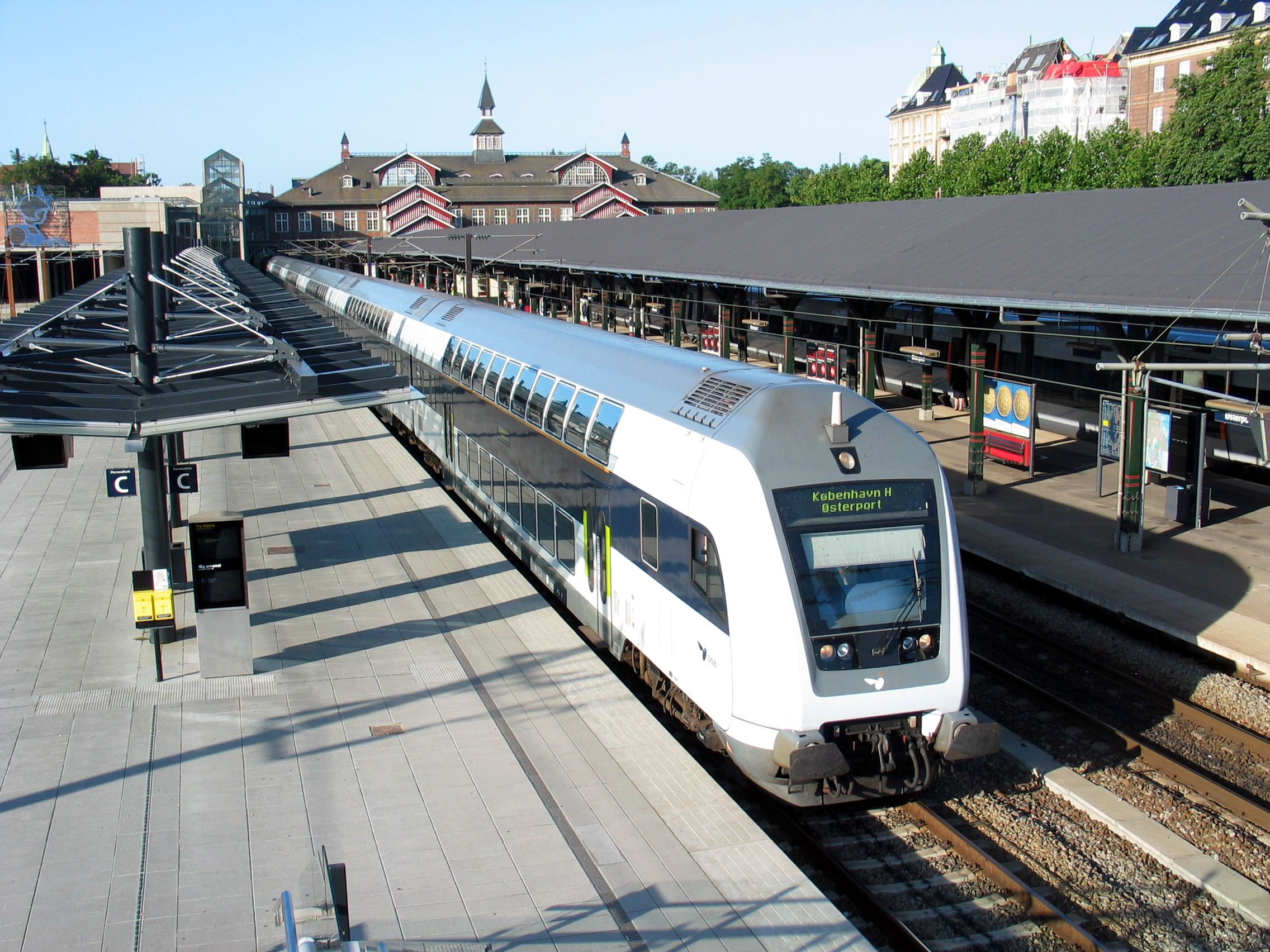
Doppelstockwagen in Dänemark

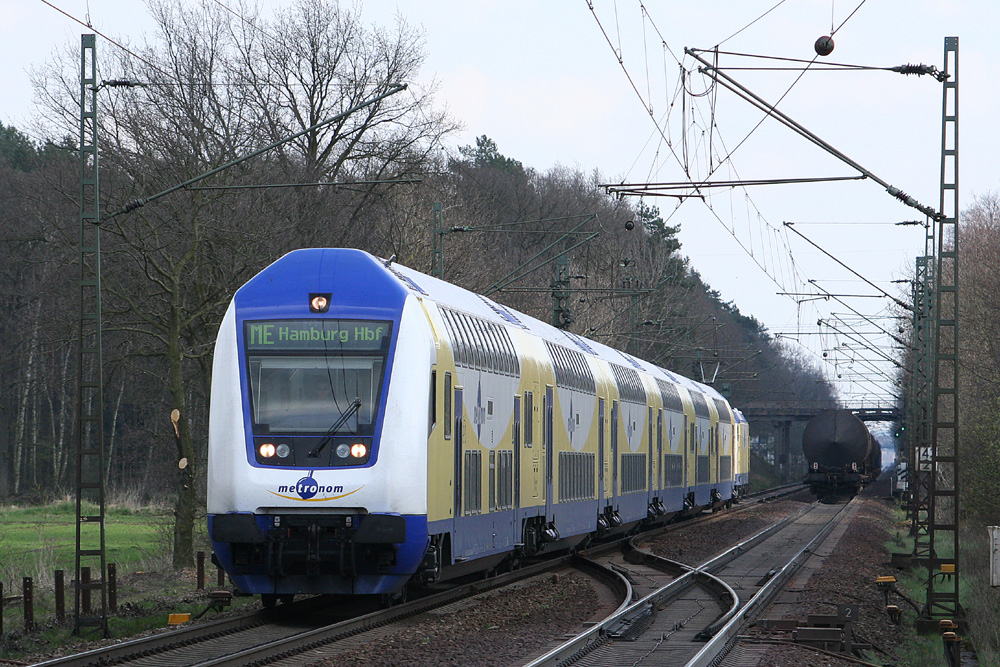
Doppelstockwagen der metronom Eisenbahngesellschaft

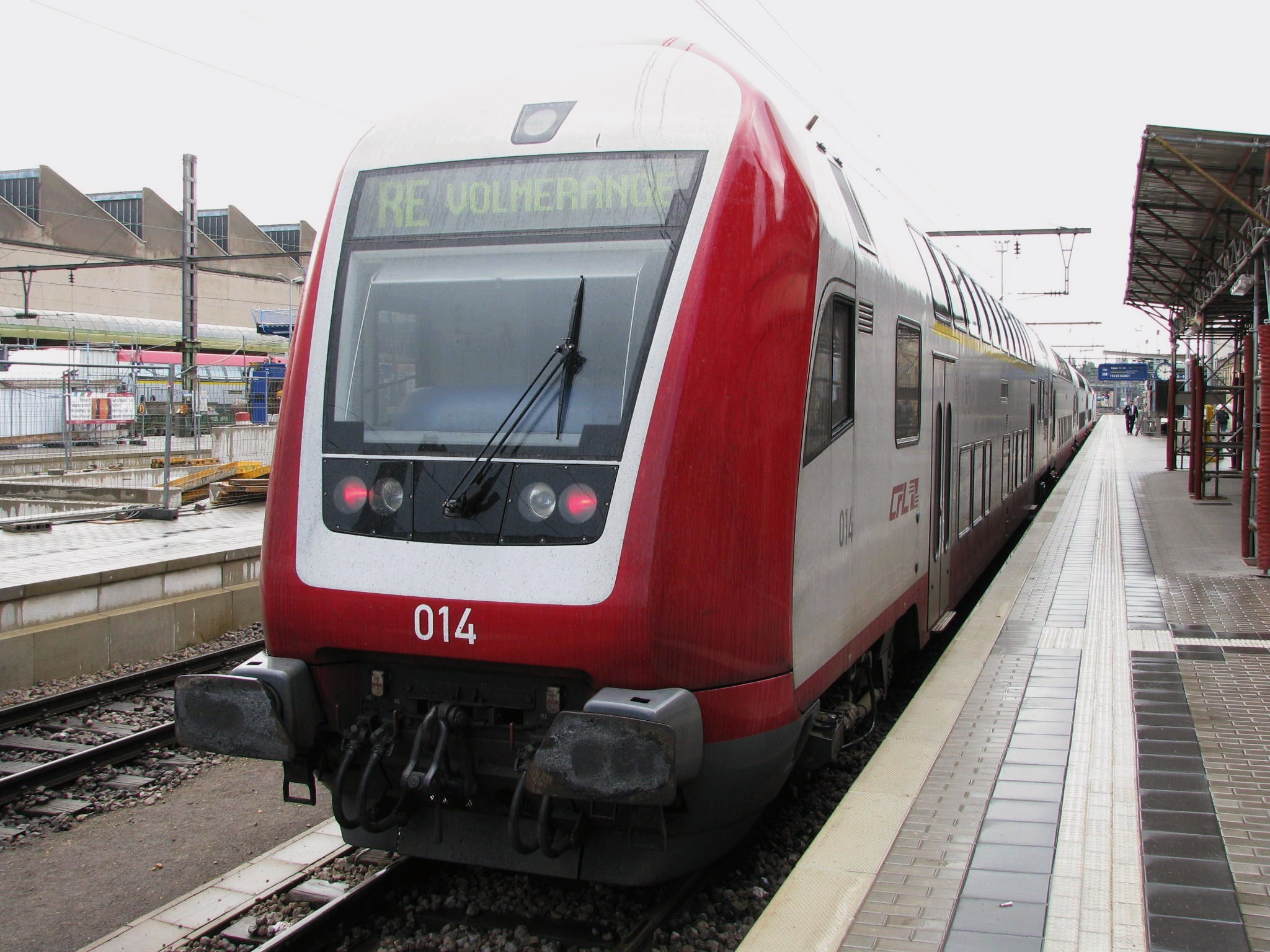
Doppelstockwagen in Luxemburg

Bereits seit Ende 1997 liefen Verhandlungen über die Übernahme der DWA durch einen internationalen Investor. Am 2. Februar 1998 wurde die DWA durch den kanadischen Konzern Bombardier übernommen. Innerhalb des Konzerns wurde die DWA in die Konzernsparte Bombardier Transportation eingegliedert. Ende April 1998 wurden innerhalb der Sparte Transportation nochmals zwei Gruppen gegründet – Atlantic Europe und Continental Europe. Zur letzten gehörten neben der DWA auch die Waggonfabrik Talbot aus Aachen und die ehemaligen österreichischen Lohner-Werke (Bombardier Wien Schienenfahrzeuge – BWS) in Wien. In einer Aufsichtsratssitzung wurde beschlossen die DWA in eine GmbH umzuwandeln. Am 22. Juli 1998 erfolgte die Eintragung in das Handelsregister.
Am 3. April 1998 wurde der ICE-T-Steuerwagen in Görlitz feierlich der Öffentlichkeit vorgestellt – der Triebkopf war hinter einem Modell des Fliegenden Hamburgers verborgen, das langsam abgebaut wurde und so den Blick auf den ICE-T frei gab. In Görlitz wurden insgesamt 110 ICE-T-Steuerwagen gebaut. Ebenfalls wurden 1997/1998 die ersten Doppelstockwagen für eine Geschwindigkeit von 160 Kilometern pro Stunde gefertigt. Die Fahrzeuge der Bauarten DBpz 752.5, DABpz 757.2 und DBpbzf 763.5 wurden in die Region Berlin/Brandenburg geliefert und in Cottbus beheimatet. Sie wurden auf der Regionalexpresslinie zwischen Cottbus und Berlin eingesetzt. Die Wagen der Bauart DABpz 757.2 waren erstmals mit einem Servicebereich ausgestattet, der einen Heißgetränke- und einen Snackautomaten beinhaltete.
In den Jahren 1998/1999 wurde ein von einem Konsortium aus DWA, ADtranz und Siemens entwickelter Doppelstockelektrotriebzug im Görlitzer Werk gebaut. Der Triebzug wurde in Aluminiumintegralbauweise hergestellt und war für den Einsatz im Regional- und S-Bahnverkehr konzipiert. Er wurde der Öffentlichkeit auf der InnoTrans 1998 vorgestellt und auf den Namen Meridian getauft. Zwischen den 1800 Kilowatt starken Triebköpfen konnten normale Doppelstockwaggons eingereiht werden. Im Jahr 1999 wurde der Triebzug auf den Strecken der Dresdner S-Bahn erprobt. Nach der Testphase und einer Eisenbahnbundesamtszulassung wurde der Triebzug jedoch von der Deutschen Bahn nicht in den Plandienst übernommen, sondern an den Hersteller zurückgegeben. Er wurde im Jahr 2006 im Bombardierwerk Hennigsdorf zerlegt.

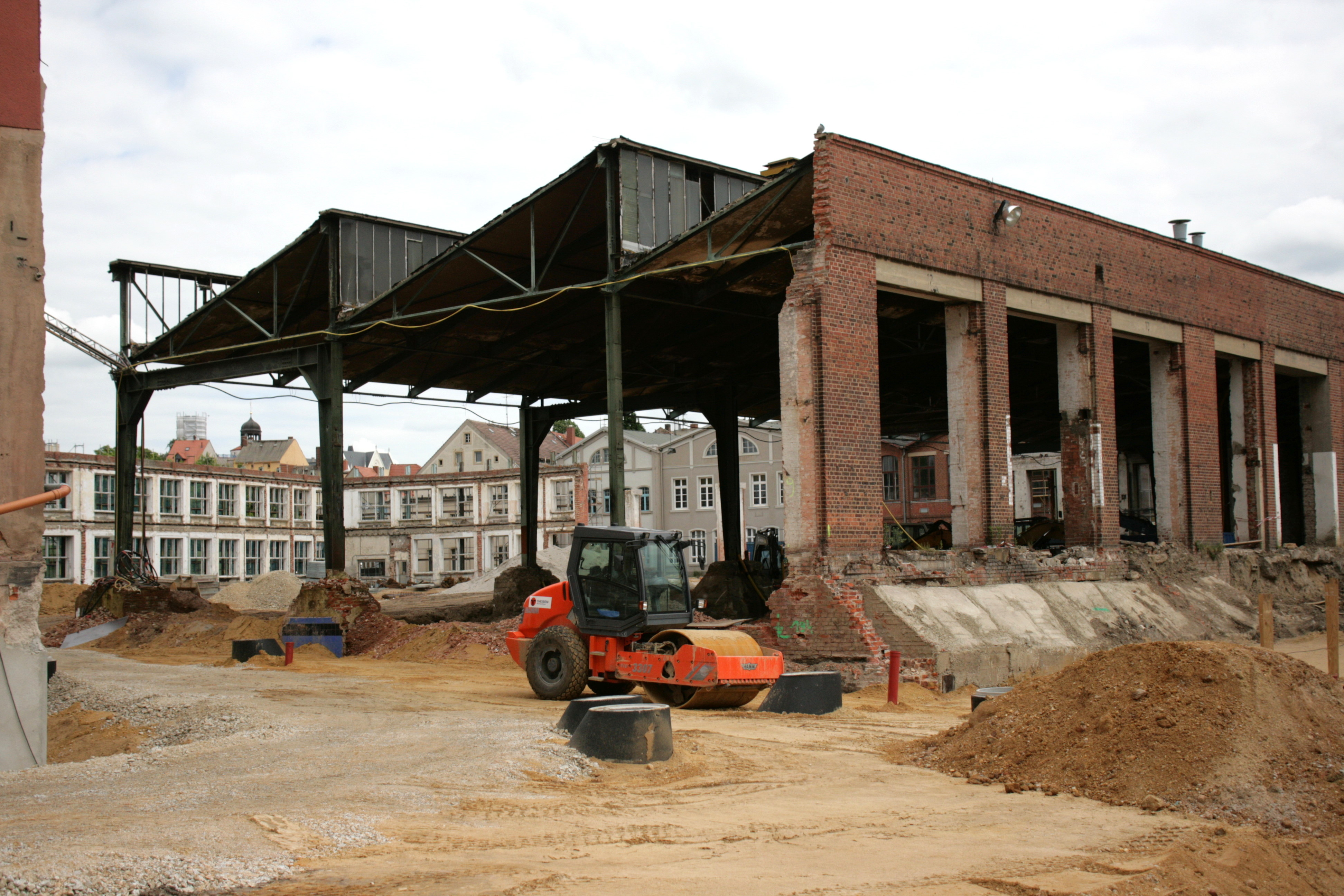
Abrissarbeiten im ehemaligen Werk I – Die baulichen Überreste der Halle werden heute von der Polizeidirektion genutzt. Die Fassade an der Brunnenstraße im Hintergrund bleibt erhalten und wird in den Neubau der Polizeidirektion eingebunden. Die restlichen Hallen wurden abgerissen. Die Fläche wird seit 2010 als Parkfläche genutzt.

Ebenfalls 1998 wurde auf dem Gelände des Werkes II ein neues Technikgebäude errichtet, das nun die letzten genutzten Räume im Werk I überflüssig machte. Die letzten Räume im Werk I wurden 1999 geräumt. Die Restrukturierung des Werkes war damit abgeschlossen. Das Gelände des Werks I und der ehemaligen Poliklinik sowie des Plattenbauverwaltungsgebäudes wurde zum Verkauf angeboten. Auf dem Gelände des Werks I wurde 2010 ein Parkplatz eröffnet. Das rote Bürogebäude an der Teichstraße bezog nach vollendetem Umbau die Polizeidirektion Görlitz. Das Gelände der ehemaligen Poliklinik und des Verwaltungsgebäudes wurde am 2. August 2007 an Lidl verkauft, der beide Gebäude abriss und darauf einen Einkaufsmarkt sowie einen dazugehörigen Kundenparkplatz errichtete.
Die Deutsche Bahn rief seit 1998 regelmäßig Doppelstockwagen aus dem Vertrag aus dem Jahr 1996 ab bzw. erhöhte die Optionen, die sie plante zu bestellen. Doch selbst die Fertigung von 63 Straßenbahnwagenkästen für die Berliner Verkehrsbetriebe, die zum Innenausbau in das Bombardierwerk Hennigsdorf transportiert wurden, konnte die Entlassung von 300 Mitarbeitern im Jahr 2000 auf Grund der schlechten Auftragslage nicht verhindern. Im August 1999 unterzeichnete die Israelische Staatsbahn einen Vertrag über die Lieferung von Doppelstockfahrzeugen. Die ersten vierteiligen Doppelstockzüge wurden in den Jahren 2001 und 2002 gefertigt. Die Züge bestanden aus drei Mittelwagen (Trailer Car) und einem Steuerwagen (Power Car) mit einer Energieversorgungseinrichtung. Die Energieversorgungseinrichtung mit 2 × 275 Kilowatt Leistung diente in erster Linie der Versorgung der Klimaanlagen. Für einen Auftrag der Nederlandse Spoorwegen baute das Görlitzer Werk ab 2001 die Wagenkästen der Doppelstockzüge samt Lackierung und Fenstern. Die Wagenkästen wurden zum Innenausbau in das Aachener Werk transportiert.
Am 25. Januar 2001 besuchte Bundespräsident Johannes Rau das Görlitzer Werk und hielt eine Rede vor einer Belegschaftsversammlung in der Endmontagehalle. Weiterhin konnte im April 2001 ein Vertragsabschluss über 42 Doppelstockwagen mit der Porterbrook Leasing Company im Wert von 107 Millionen Mark abgeschlossen werden, die Wagen wurden nach der Fertigstellung von der Dänischen Staatsbahn geleast. Im Dezember desselben Jahres folgte noch ein zweiter Vertrag, der die Bestellung um weitere 25 Wagen erhöhte. Die Produktion der dänischen Wagen startete 2002. Im Jahr 2002 folgt eine Bestellung über 66 Doppelstockfahrzeuge durch die Landesnahverkehrsgesellschaft Niedersachsen (LNVG) für die Eisenbahngesellschaft metronom, die im Jahr 2003 ausgeliefert wurden. Einige der Wagen sollten eine Fahrgastzähleinrichtung sowie ein Bistro erhalten. 2003 wurden in einem Folgeauftrag weitere 40 Wagen bestellt, deren Auslieferung für 2005 vorgesehen war. 2007 bestellte die Landesnahverkehrsgesellschaft nochmals 56 Wagen sowie 2009/2010 34 weitere Wagen. Ebenso erhielt Bombardier Transportation im Februar 2003 einen Auftrag von der Luxemburgischen Staatsbahn über 20 Lokomotiven der Baureihe 185.1 und 85 Doppelstockwagen. Sie sollten zwischen November 2004 und September 2005 ausgeliefert werden. Des Weiteren gewann Bombardier eine Ausschreibung der Deutschen Bahn über 298 Doppelstockwagen mit einer Option auf weitere 300 Waggons im Wert von 411 Millionen Euro. Der Großauftrag wurde mit großer Freude im Werk gefeiert. Auch der sächsische Ministerpräsident Georg Milbradt stattete dem Werk am 9. Juli nach dem Eingang des Auftrages einen Besuch ab.
Im November 2001 gab Bombardier Transportation in Berlin eine neue Strategie der Werke im europäischen Fertigungsverband bekannt. Dieser sah Görlitz als wichtigen Fertigungsstandort für Doppelstockwagen und Wagenkästen aus Stahl und Aluminium vor. Weiterhin war geplant, die Standorte Halle-Ammendorf und Vetschau 2002 zu schließen. Im Jahr 2004 gab Bombardier die Schließung von Werken in Europa und einen größeren Stellenabbau bekannt. Das Werk in Halle-Ammendorf fällt neben einem Werk in der Schweiz und drei Werken in Großbritannien den Schließungsplänen zum Opfer. In den Werken in Bautzen, Görlitz und Niesky kam es zu einem Personalabbau. Im selben Jahr wird beschlossen in Görlitz ein europäisches Zentrum für die Verarbeitung von nichtrostenden Stählen einzurichten. 2005 geht das Zentrum in Betrieb. Damit konnten in Görlitz Wagenkästen für einstöckige, modulare Fahrzeuge für den Regionalverkehr gefertigt werden, die unter anderem für den skandinavischen Markt bestimmt waren. Auch Baugruppen für die Metro Bukarest und Rohbauten für die Metro Delhi werden in dem Zentrum gefertigt.
In Görlitz wurden 2005 82 Rohbauwagenkästen für die Marschbahn gefertigt. Sie wurden in Hennigsdorf fertiggestellt und kommen bei der Nord-Ostsee-Bahn (NOB) zwischen Hamburg und Sylt zum Einsatz. Im Jahr 2006 verlieh die Deutsche Bahn auf der InnoTrans in Berlin dem Bombardier-Werk Görlitz für die Doppelstockfahrzeugserie 2003 das Lieferantenprädikat und einen Sonderpreis für die Zuverlässigkeit der Fahrzeuge. Die Doppelstockwagen waren mit einer Verfügbarkeit von 99 Prozent Spitzenreiter im DB-Fuhrpark. An der Verleihung nahmen der Präsident von Bombardier Transportation André Navarri, der Vorsitzende der Geschäftsführung von Bombardier Transportation Deutschland Dr. Klaus Baur, der General Manager des Werkes Görlitz Siegfried Deinege und der Vorstandsvorsitzende der Deutschen Bahn Hartmut Mehdorn teil.
In den Jahren 2005 und 2006 kamen fünf stark beschädigte Wagen der metronom-Eisenbahngesellschaft und acht schwer beschädigte Wagen der Dänischen Staatsbahn zur Reparatur ins Werk. Die Schäden an den Wagen waren so groß, dass für die Fahrzeuge neue Wagenkastenrohbauten gefertigt werden mussten.
Im Oktober 2007 wurden zur Erprobung zwei Sätze der neuen Drehgestelle der Bauart Görlitz IX geliefert. Sie wurden unter einen Doppelstocksteuerwagen (Bauart DABpbzfa 767.2) und einen Doppelstockmittelwagen (Bauart DBpza 780.2) montiert und auf den Testgeländen in Minden und Schlauroth erprobt. Anschließend wurden umfangreiche Messfahrten auf verschiedensten Strecken durchgeführt. Die Doppelstockwagen laufen mittlerweile bei der S-Bahn Dresden zur Betriebserprobung.

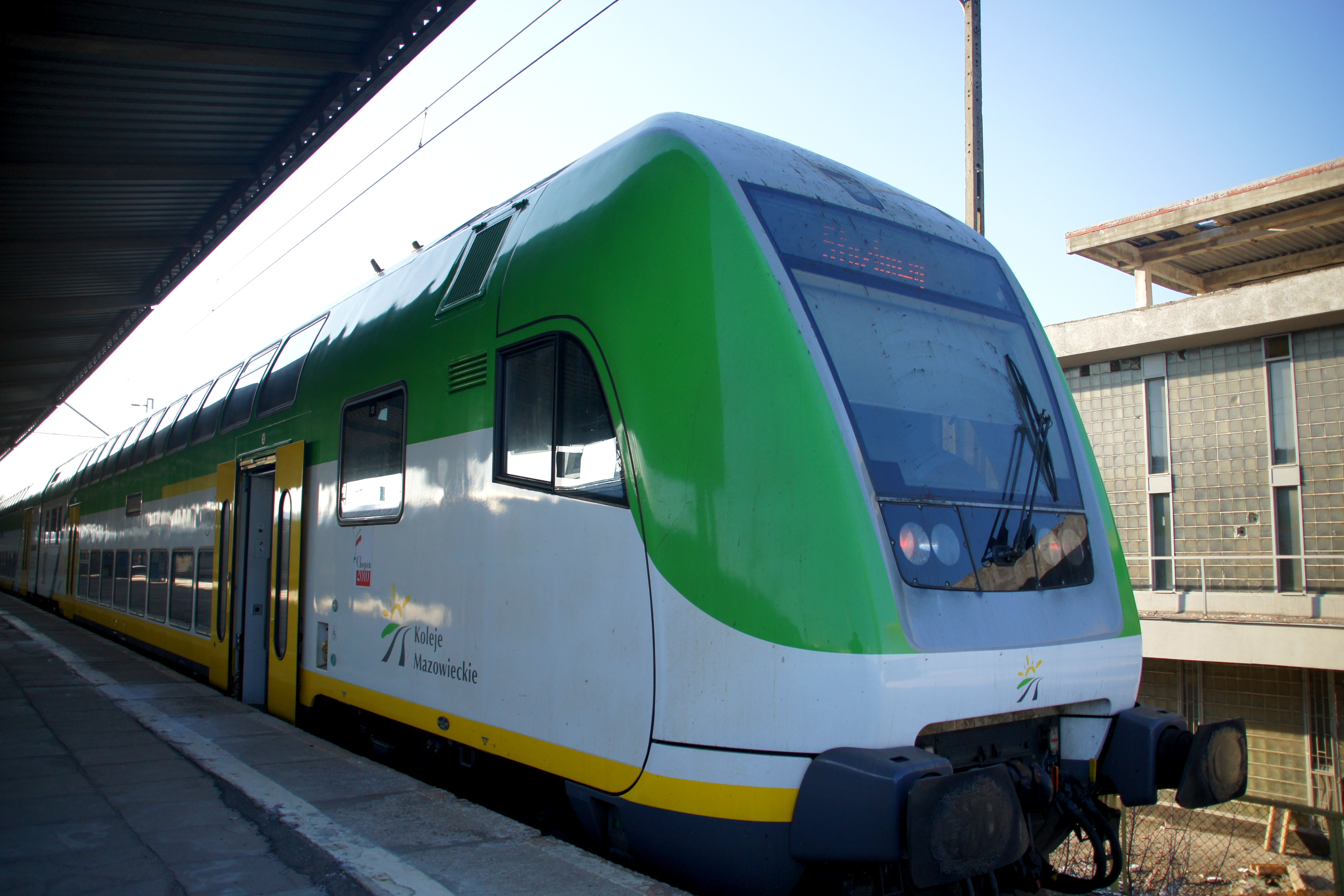
Doppelstockwagen der Koleje Mazowieckie in Ostpolen

Nach fast 20-jähriger Pause wurden 2008 auch erstmals wieder Doppelstockwagen für Polen gebaut, das öffentliche Eisenbahnunternehmen Koleje Mazowieckie der Woiwodschaft Masowien bestellte 26 Mittel- und 11 Steuerwagen. Die Wagen erhielten im Unterstock signalweiße und im Oberstock gelbgrüne Seitenwände, ein silbergraues Dach und gelbe Einstiegstüren, weiterhin eine Videoüberwachung und LED-Warnleuchten über den Einstiegstüren, die beim Schließen der Türen mit einem optischen Signal warnen. Im Juli wurden die Mittelwagen und im November die Steuerwagen nach Polen ausgeliefert. Auch wurden einstöckige Wagenkästen für die norwegische Eisenbahngesellschaft Flytoget gefertigt und anschließend nach Strømmen zum weiteren Ausbau überführt. Im August 2008 wurden auch neue Fertigungslinien für die Produktion von Wagenkästen aus nichtrostendem Stahl übergeben, dazu gehörten auch eine CNC-Laserschneidanlage und ein Widerstandspunktschweißportal. Die Endprüfhalle erhielt für künftige Aufträge eine Oberleitung zur Durchführung der notwendigen Prüfarbeiten. Ebenfalls 2008 erhielt das Werk einen Auftrag der Leasinggesellschaft Railpool über 45 Doppelstockfahrzeuge für die Dänischen Staatsbahnen.
Am 20. November 2008 fand die Grundsteinlegung für eine neue Rohbauproduktionshalle statt, im selben Monat wurde der erste Wagenkastenrohbau für die Metro in Delhi gefertigt. Der Auftrag umfasst insgesamt 424 Wagen für 106 Züge. Die ersten neun Züge mit 74 Wagen wurden in Görlitz gefertigt, die restlichen im indischen Bombardierwerk in Vadodara. Zur Vorbereitung der Produktionsaufnahme im indischen Werk gastierten indische Fachkräfte im Görlitzer Werk zur Einarbeitung. Am 1. Dezember begrüßten der General Manager des Werks Görlitz Siegfried Deinige und der Görlitzer Oberbürgermeister Joachim Paulick die ersten indischen Fachkräfte. Auch Mitarbeiter des Görlitzer Werkes arbeiteten zeitweise im indischen Werk, um die dortigen Arbeiter anzulernen.
Im Jahr 2008 waren insgesamt 1212 Mitarbeiter und 49 Auszubildende angestellt. Am 5. Januar 2009 unterzeichnete die Deutsche Bahn einen Rahmenvertrag über die Lieferung von 800 Doppelstockwagen der neuen Generation 2010. Die neue Generation umfasste auch angetriebene Doppelstockwagen, die den Einsatz von Lokomotiven überflüssig machen. Je nach Bedarf können an den Triebwagen mehrere nicht angetriebene Mittel- und ein Steuerwagen am anderen Zugende eingestellt werden. Einen Tag darauf gratulierte der sächsische Ministerpräsident Stanislaw Tillich den Mitarbeitern des Werkes auf einem Kurzbesuch zu dem Großauftrag. Am 2. April gastierte der Ministerpräsident nochmals im Werk, er nahm an der Einweihungsveranstaltung für die neue Rohbauproduktionshalle teil.
Zum Jahreswechsel 2010/2011 bestellte die Deutsche Bahn bei Bombardier Transportation 27 Intercitydoppelstockzüge mit insgesamt 135 Wagen. Die Doppelstockwagen sollten bis Ende 2013/Anfang 2014 geliefert werden und eine Höchstgeschwindigkeit von 160 Kilometer pro Stunde haben. Auch für die neue ICE-4-Flotte der Deutschen Bahn kamen die Wagenkästen unter anderem aus Görlitz. Im Mai 2010 gewann Bombardier Transportation auch eine Ausschreibung der Schweizerischen Bundesbahnen (SBB) über 59 Fernverkehrszüge und die Option auf weitere 100 Fahrzeuge. Die Doppelstockfahrzeuge sollen in den Werken in Görlitz und dem schweizerischen Villeneuve gebaut werden. Auslieferungsbeginn soll 2012/2013 sein. Im Jahr 2010 verließ der langjährige General Manager des Werkes Siegfried Deinege das Werk und wurde mit neuen Aufgaben in der Zentrale in Hennigsdorf betraut. Sein Nachfolger wurde Dr. Thomas Ahlburg. Ahlburg verließ das Werk bereits Ende 2011 und wechselte zu Stadler Rail nach Bussnang. Seine Nachfolger waren Eduard Janßen und ab 2014 Marc Brzoskniewicz. Im Jahr 2016 wurden die Bombardier-Werke Bautzen und Görlitz zum Werk Sachsen zusammengeschlossen um ein Kompetenzzentrum im Schienenfahrzeugbau zu bilden. Der Standort Bautzen sollte perspektivisch den Bau von Straßenbahnen an das Werk Wien abtreten und dafür Kompetenzzentrum für den Fahrzeuginnenausbau werden. Das Görlitzer Werk sollte hingegen zum Rohbaukompetenzzentrum entwickelt werden. Nach einem Interview der Frankfurter Allgemeinen Zeitung mit dem Vorsitzenden der deutschen Geschäftsführung Michael Fohrer Anfang 2017 wurde bekannt, dass sich das Werk in Görlitz zukünftig auf die Fertigung von Aluminiumwagenkästen spezialisieren sollte. Die Stahlrohbaufertigung sowie der finale Innenausbau der Fahrzeuge sollten damit vom Görlitzer Standort u. a. in das Werk nach Bautzen verlagert werden, in dem zukünftig die Endmontage von Vollbahn- und U-Bahnfahrzeugen stattfinden sollte. Unter der Görlitzer Belegschaft regte sich Widerstand gegen diese Pläne. Am 4. März 2017 fand in der Görlitzer Innenstadt eine Demonstration mit etwa 3000 Teilnehmern gegen die Entscheidung des Bombardier-Managements und zur Erhaltung der Arbeitsplätze in der Region statt.

### Alstom
Seit der Übernahme von Bombardier Transportation im Januar 2021 gehört der Standort zum französischen Alstom-Konzern. Die nach der Übergabe geplante Streichung von 400 Arbeitsplätzen wurde nach Protesten und Verhandlungen mit dem neuen Eigentümer nicht umgesetzt. Im Juli 2024 teilte Alstom den Mitarbeitern mit, den Standort verkaufen zu wollen und ihn gemäß Tarifvertrag bis wenigstens 2026 zu erhalten. Es sind 700 Beschäftigte betroffen.
Anfang Februar 2025 wurde bekannt, dass das Werk vom Rüstungskonzern KNDS für die Herstellung von Schweißbaugruppen aus Panzerstahl übernommen werden soll.  KNDS und Alstom unterzeichneten eine Rahmenvereinbarung, in der ein sukzessiver Übergang des Standorts bis voraussichtlich 2027 vereinbart wurde. KNDS will im Werk den Kampfpanzer Leopard 2, den Schützenpanzer Puma und den Radpanzer Boxer produzieren. KNDS kündigte Investitionen in neue Anlagen in Höhe von einem zweistelligen Millionen-Betrag an. Gegen die Übernahme und die Umwandlung in ein Werk, das Kriegswaffen herstellt, formierte sich Protest.

## Auszug aus der Produktpalette
| Bild | Bezeichnung                                        | Anmerkung                                      | Fahrzeugeinsteller | Baujahre                        |
| ---- | -------------------------------------------------- | ---------------------------------------------- | --- | ------------------------------- |
|      | AT3 Wittfeld-Akkumulatortriebwagen                 |                                                | Königlich Preußische Staatseisenbahn                                                                                               | 1910–1914                       |
|      | Straßenbahnmotorwagen T24                          |                                                | Berliner Straßenbahn | 1925                            |
|      | BVG-Baureihe A                                     |                                                | Berliner Verkehrsgesellschaft | 1924–1925                       |
|      | ET 169 Bauart Bernau                               |                                                | Deutsche Reichsbahn Gesellschaft                                                                                                   | 1924–1925                       |
|      | Straßenbahnmotorwagen                              |                                                | Straßenbahn Den Haag | 1925                            |
|      | ET 89 Rübezahl                                     |                                                | Deutsche Reichsbahn Gesellschaft                                                                                                   | 1926                            |
|      | ET 168 Bauart Oranienburg                          |                                                | Deutsche Reichsbahn Gesellschaft                                                                                                   | 1926                            |
|      | AT 585–588, AT 591–592                             |                                                | Deutsche Reichsbahn Gesellschaft                                                                                                   | 1927                            |
|      | Straßenbahnmotorwagen                              |                                                | Straßenbahn Frankfurt (Oder) | 1927                            |
|      | HHA-Baureihe A                                     |                                                | Hamburger Hochbahn | 1927–1928, 1940, 1943           |
|      | ET 165                                             |                                                | Deutsche Reichsbahn Gesellschaft Polnische Staatsbahn: Danzig S-Bahn (1951–1976)                                                   | 1927–1929                       |
|      | Straßenbahnmotorwagen                              |                                                | Straßenbahn Görlitz | 1928                            |
|      | SVT 877 Fliegender Hamburger                       |                                                | Deutsche Reichsbahn Gesellschaft                                                                                                   | 1932                            |
|      | VT 137 005–009 und VT 137 036–047                  |                                                | Deutsche Reichsbahn Gesellschaft                                                                                                   | 1932                            |
|      | SVT 137 149–152 und SVT 137 242–232 Bauart Hamburg |                                                | Deutsche Reichsbahn Gesellschaft                                                                                                   | 1935–1936                       |
|      | Doppelstockzwillingssteuerwagen                    |                                                | Lübeck-Büchener Eisenbahn | 1936–1937                       |
|      | VT 137 288–295 Bauart Ruhr                         |                                                | Deutsche Reichsbahn | 1938                            |
|      | VT 137 326–376 Bauart Stettin                      |                                                | Deutsche Reichsbahn | 1940–1941                       |
|      | Oberleitungsrevisionstriebwagen BR 135.7           |                                                | Deutsche Reichsbahn, Polnische Staatsbahn, Tschechoslowakische Staatsbahn                                                          | 1955–1957, 1959–1961            |
|      | Oberleitungsrevisionstriebwagen BR 137.7           |                                                | Deutsche Reichsbahn, Polnische Staatsbahn, Tschechoslowakische Staatsbahn                                                          | 1957, 1963–1964, 1968           |
|      | Doppelstockzug                                     | zweiteilig                                     | Deutsche Reichsbahn | 1955                            |
|      | Doppelstockzug                                     | vierteilig                                     | Bulgarische Staatsbahn, Deutsche Reichsbahn, Polnische Staatsbahn, Rumänische Staatsbahn, Tschechoslowakische Staatsbahn           | 1952–1957, 1961–1963, 1965–1977 |
|      | Doppelstockgliederzug                              | fünfteilig                                     | Deutsche Reichsbahn | 1957–1960                       |
|      | VT 18.16 SVT Bauart Görlitz                        |                                                | Deutsche Reichsbahn | 1963–1968                       |
|      | Doppelstockgliederzug                              | fünfteilig                                     | Deutsche Reichsbahn | 1970–1971                       |
|      | Doppelstockeinzelwagen                             | 1. Generation, Mittel- und Steuerwagen         | Bulgarische Staatsbahn, Deutsche Reichsbahn, Polnische Staatsbahn, Rumänische Staatsbahn, Tschechoslowakische Staatsbahn           | 1973–1974, 1976–1991            |
|      | Oberleitungsrevisionstriebwagen BR 188.3           |                                                | Deutsche Reichsbahn | 1987, 1989–1991                 |
|      | Doppelstockwagen                                   | 2. Generation, Mittel- und Steuerwagen         | Deutsche Reichsbahn, Deutsche Bundesbahn                                                                                           | 1992–1993                       |
|      | Doppelstockschlafwagen                             | Wagenkastenbau (Wagen 218–226 und 317–326)     | City Night Line CNL als Privatwagen in der Schweiz eingestellt                                                                     | 1994–1995                       |
|      | Doppelstockwagen                                   | 3. Generation, Mittel- und Steuerwagen         | Deutsche Bahn AG | 1994–1997                       |
|      | RIC-Schlafwagen                                    |                                                | Litauische Eisenbahn, Russische Eisenbahnen, Eisenbahnen der Slowakischen Republik, Ukrainische Eisenbahn, Belarussische Eisenbahn | 1994–1997                       |
|      | Doppelstockwagen                                   | 4. Generation, Mittel- und Steuerwagen         | Dänische Staatsbahnen, Deutsche Bahn AG, Israelische Staatsbahn, Koleje Mazowieckie, Luxemburgische Staatsbahn, metronom           | 1997–2008                       |
|      | BR 411 & 415 ICE-T                                 | Steuerwagen                                    | Deutsche Bahn AG | 1998–2001                       |
|      | BR 445 Meridian                                    | Prototyp, 2006 zerlegt                         | Deutsche Bahn AG | 1998–1999                       |
|      | Doppelstockinterregiowagen                         | Wagenkastenbau                                 | Niederländische Bahn | 2008–2009                       |
|      | Metrozüge Movia                                    |                                                | Metro Delhi | 2009–2010                       |
|      | Twindexx                                           | 5. Generation, Mittel-, Steuer- und Triebwagen | Deutsche Bahn | Seit 2010                       |
|      | Twindexx Swiss Express                             |                                                | Schweizerische Bundesbahnen |                                 |
|      | ICE 4                                              | Wagenkastenbau                                 | Deutsche Bahn | 2014–2023                       |